# Friedrich August III. (Sachsen)
| Kurzvita  |                                                              |
| Jahr      | Ereignis                                                     |
| 1865      | Geburt in Dresden                                            |
| 1874–1883 | Gymnasialbesuch                                              |
| 1877      | Sekondeleutnant                                              |
| 1883      | Premierleutnant und Abitur                                   |
| 1884      | Tod der Mutter                                               |
| 1884–1886 | Studium der Rechts- und Staatswissenschaften                 |
| 1886      | Reisen nach Österreich, Ungarn, Serbien und England          |
| 1888      | Hauptmann und Kompanieführer                                 |
| 1889/90   | Orientreise                                                  |
| 1891      | Oberstleutnant und Hochzeit mit Luise von Toscana            |
| 1892      | Oberst und Regimentskommandeur                               |
| 1893      | Geburt des Kronprinzen Georg                                 |
| 1893      | Geburt von Friedrich Christian von Sachsen                   |
| 1898      | Generalleutnant und Divisionskommandeur                      |
| 1902      | General der Infanterie, Luise flüchtet vom Königshof         |
| 1903      | Ehe wird durch Sondergericht geschieden                      |
| 1904      | Tod des Vaters, Thronbesteigung                              |
| 1909      | Generaloberst                                                |
| 1911      | Jagdexpedition in den Sudan                                  |
| 1912      | Generalfeldmarschall                                         |
| 1914–1918 | Erster Weltkrieg                                             |
| 1918      | Novemberrevolution, Abdankung, Übersiedlung nach Sibyllenort |
| 1924      | Auseinandersetzungsvertrag                                   |
| 1925      | Nordlandreise                                                |
| 1927      | Urlaub auf den Kanarischen Inseln                            |
| 1928      | Reise nach Brasilien                                         |
| 1930      | Reise nach Ceylon                                            |
| 1931      | Reise nach Rapallo                                           |
| 1932      | Verstorben auf Schloss Sibyllenort                           |

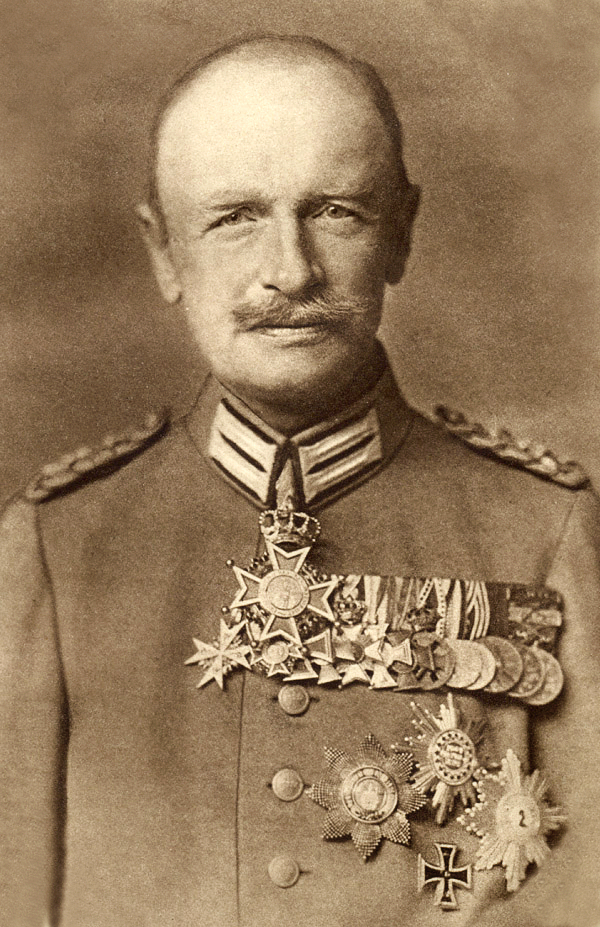
Friedrich August III. (1914)

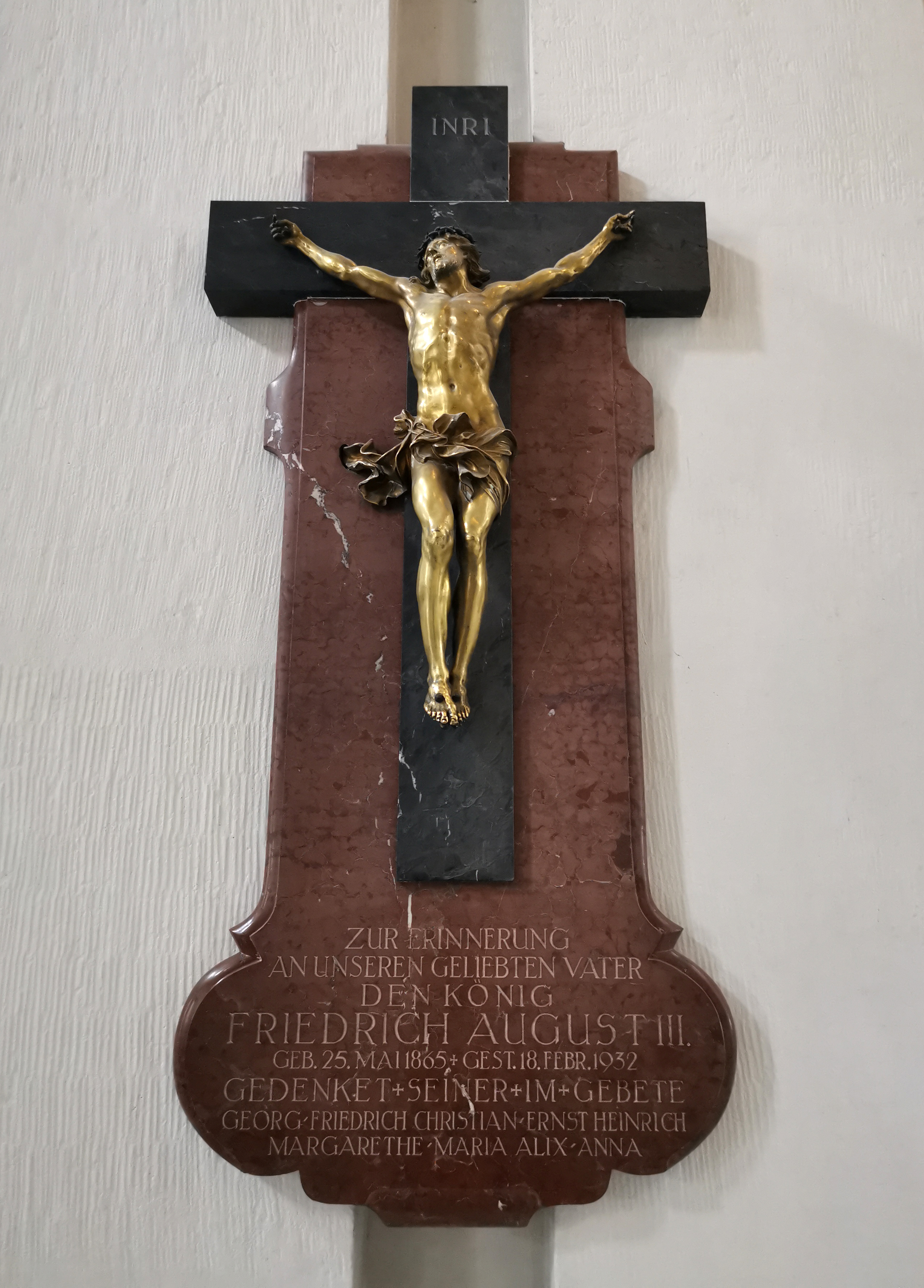
Gedenkkreuz Hofkirche in Dresden

Friedrich August III. (gebürtig Prinz Friedrich August Johann Ludwig Karl Gustav Gregor Philipp von Sachsen; * 25. Mai 1865 in Dresden; † 18. Februar 1932 auf Schloss Sibyllenort) aus der Linie der albertinischen Wettiner war von 1904 bis zu seiner Abdankung am 13. November 1918 letzter König von Sachsen.
Nach Gymnasialbesuch und Studium durchlief Friedrich August rasch die Offiziersränge der sächsischen Armee und avancierte bis 1902 zum General der Infanterie. Als solcher widmete er sich der Um- und Neuorganisation der ihm unterstellten Truppenverbände. Im Oktober 1904 bestieg er den Thron. Das sächsische Wahlgesetz wurde 1909 unter seiner Mitwirkung grundlegend reformiert und erreichte eine breitere Repräsentation der Bevölkerung. Die von ihm angestrebte Neugestaltung des Schulwesens scheiterte dagegen im Jahr 1912. Im Ersten Weltkrieg übernahm Friedrich August als einziger der vier königlichen Bundesfürsten nicht den Oberbefehl über seine Armee, sondern beschränkte sich auf repräsentative und karitative Aufgaben. Parallel dazu strebte er vehement territoriale Erweiterungen für sein Königreich an.
Im Zuge der Novemberrevolution dankte er am 13. November 1918 ab und zog sich auf seinen schlesischen Privatbesitz Schloss Sibyllenort zurück. Von dort aus führte er einen Rechtsstreit mit dem Freistaat Sachsen um die Abfindung des ehemaligen Königshauses, der im Jahr 1924 mit einem Kompromiss, dem Auseinandersetzungsvertrag, endete. Politisch und räumlich ins Abseits gedrängt, spielte Friedrich August während der Weimarer Republik keine gewichtige Rolle mehr. Als Privatmann widmete er sich vornehmlich der Jagd und ging vermehrt auf Reisen. Sein Tod im Februar 1932 kam für die Öffentlichkeit überraschend. Zu den Trauerfeierlichkeiten in Dresden erwiesen ihm mehr als eine halbe Million Menschen die letzte Ehre.

## Prinzenjahre

### Elternhaus
Friedrich August wurde am 25. Mai 1865 gegen 22 Uhr als erster Sohn und viertes Kind des späteren Königs Georg von Sachsen und dessen Gemahlin Infantin Maria Anna von Portugal im Palais der Sekundogenitur auf der Langgasse geboren. Seine Geschwister waren die vor ihm verstorbenen Prinzessinnen Marie Johanna (1860–1861) und Elisabeth Albertine (1862–1863), seine ältere Schwester Mathilde sowie die nach ihm geborenen Maria Josepha, Johann Georg, Maximilian und Albert. Am Tag nach der Geburt taufte Bischof Ludwig Forwerk das Kind. Taufzeugen waren unter anderen Elisabeth Ludovika von Bayern als Großtante, Gustav von Wasa als Großonkel, Sophie von Bayern als Tante sowie Carl Theodor von Bayern als Onkel. Am Sonntag, dem 28. Mai 1865, fanden überall im Königreich Feierlichkeiten zu Ehren des neugeborenen Prinzen statt, besonders festlich im Dresdner Residenzschloss und in der Katholischen Hofkirche, wo das Geburtsfest abgehalten wurde. Beschlossen wurden die Festivitäten mit einer Galatafel. Noch am Abend wurde auf Geheiß König Johanns vor dem Hauptbahnhof die erste Litfaßsäule Dresdens errichtet, deren Plakatierung dem neuen Thronerben galt.

### Kindheit
Die frühe Kindheit war von elterlicher Liebe und häuslicher Geborgenheit geprägt. Während sich der Vater durch militärische und repräsentative Verpflichtungen nur eingeschränkt um seinen Sohn kümmern konnte, umsorgte die Mutter ihre Kinder sehr. Die Erziehung oblag höfischen Angestellten. Friedrich Augusts Leben wurde bereits im Säuglingsalter auf eine spätere Militärlaufbahn hingelenkt. So ernannte ihn sein Großvater König Johann anlässlich seines ersten Geburtstags zum Chef der Infanteriebrigade „Prinz Maximilian“, die im Folgejahr zu dem nach ihm benannten 5. Infanterie-Regiment „Prinz Friedrich August“ umgegliedert wurde. Zugleich verlieh er ihm den Hausorden der Rautenkrone. Einen Monat später, im Juni 1866, marschierten preußische Truppen in Sachsen ein, das im Deutschen Krieg an der Seite Österreichs kämpfte. Die Königsfamilie flüchtete mit Friedrich August nach Aussig und weiter nach Prag. Nach der verlorenen Schlacht bei Königgrätz führte ihr Weg in das Königreich Bayern, wo Luitpold von Bayern der Familie seine Regensburger Villa überließ. Nach dem Friedensschluss im Oktober 1866 kehrte die Familie nach Dresden zurück. Prägend für den jungen Friedrich August war der umjubelte Einzug der sächsischen Truppen vom Deutsch-Französischen Krieg am 11. Juli 1871 auf dem Dresdner Neumarkt; er soll damals Otto von Bismarck bewundert haben. Hatte die Erziehung bis dahin in weiblichen Händen gelegen, wurde ihm 1872 ein Offizier zur Seite gestellt. Zudem erhielt Friedrich August privaten Elementarunterricht; er soll Interesse an Geografie sowie ein gutes Zahlengedächtnis gezeigt und mit Vorliebe Gedichte auswendig gelernt haben. Klavierunterricht mochte er nicht. Charakterlich wurden ihm kindliche Heiterkeit und Nachgiebigkeit bescheinigt. Der Unterricht fand überwiegend im Dresdner Zinzendorfpalais oder in der Sommerresidenz seiner Eltern in Hosterwitz bei Pillnitz statt. Von der dortigen königlichen Villa unternahm er oft Wanderungen in die nahen Wälder und Weinberge, was ihn mit Natur und Heimat tief verband.

### Jugend- und Studienzeit

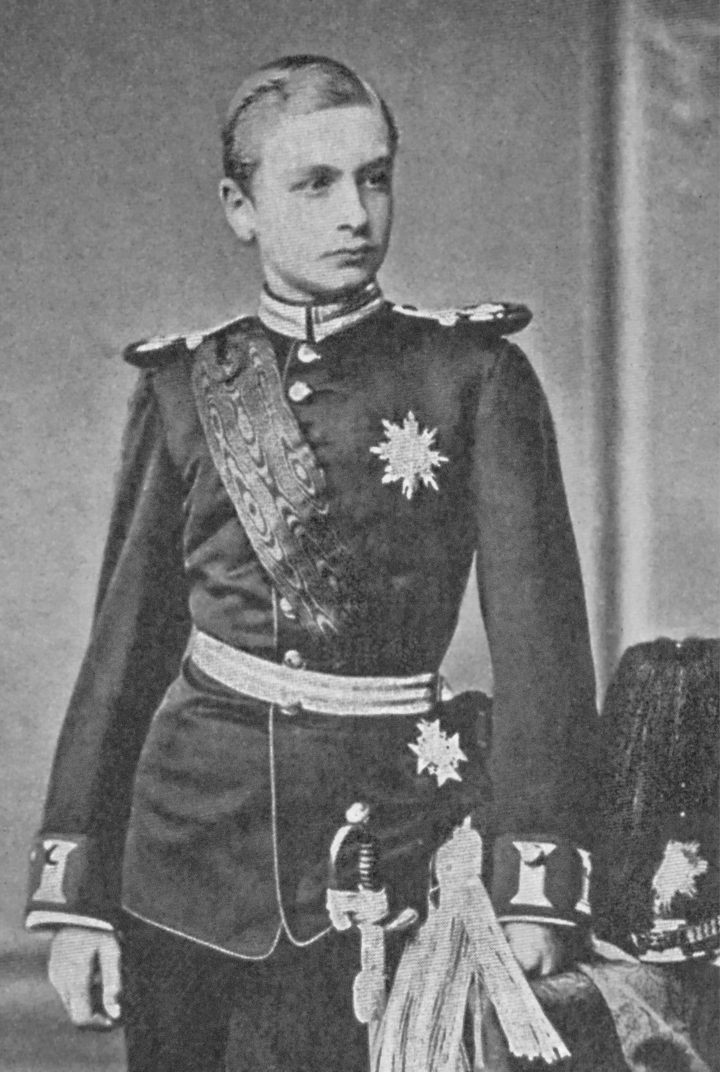
Friedrich August als Unterleutnant (1878)

Ab 1874 besuchte Friedrich August das Königliche Gymnasium Dresden-Neustadt, wo ihn unter anderem der Physiker August Toepler unterrichtete. Er erlernte Mathematik, Deutsch, Erdkunde sowie Geschichte. Französisch, Latein und Griechisch sprach er fließend. Religion lehrten der spätere Bischof von Straßburg Adolf Fritzen sowie der künftige Apostolische Präfekt von Meißen Ludwig Wahl.
An seinem zwölften Geburtstag trat Friedrich August unter Ernennung zum Unterleutnant der sächsischen Armee bei. Zeitlebens zeigte er eine starke Neigung zum Militär. Den Dienst verrichtete er neben den schulischen Pflichten. Er wurde der 7. Kompanie im 1. (Leib-)Grenadier-Regiment Nr. 100 mit Standort in der Albertstadt zugeteilt. Mit diesem Regiment nahm der Prinz im Juni 1878 an der Parade anlässlich der Silberhochzeit des Königspaares Albert und Carola auf dem Alaunplatz sowie am 15. September 1882 an der Kaiserparade in Mergendorf bei Riesa teil, wo ihn Wilhelm I. mit dem Schwarzen Adlerorden auszeichnete. Nach Bestehen seines Abiturexamens im Frühjahr 1883 leistete Friedrich August im Juni den Fahneneid, trat den regulären Armeedienst in seinem Stammregiment an und wurde am 19. September 1883 zum Premierleutnant befördert. Zugleich erhielt er mit Hauptmann Georg Freiherr von Wagner (1852–1905) einen persönlichen Adjutanten. Erschüttert wurde Friedrich August im Februar 1884 vom frühen Tod seiner Mutter, die typhösem Fieber erlag.
Im Mai 1884 nahm er an der Straßburger Kaiser-Wilhelm-Universität ein Studium auf. Er besuchte dort zwei Semester lang Vorlesungen in Rechts- und Staatswissenschaften sowie Geschichte. Die Freizeit nutzte er für Reitausflüge und Besuche bei dem in Straßburg stationierten 6. Infanterie-Regiment Nr. 105 sowie dem 1. Fußartillerie-Regiment Nr. 12 in der Festung Metz. Von April 1885 bis Ostern 1886 setzte er die Studien an der Landesuniversität Leipzig fort, um einen sächsischen Studienabschluss zu erlangen. Quartier bezog er im Königlichen Palais. Zu seinen Dozenten zählten Bernhard Windscheid, Anton Springer, Adolf Wach und Karl Binding. Am 11. März 1886 erhielt Friedrich August sein Abgangsdokument und beendete die Studien.
Fortan bereitete sich Friedrich August auf seine künftige Rolle als König vor. Um Einblick in die sächsische Verwaltungstätigkeit zu gewinnen, arbeitete der Prinz zeitweilig in der Amtshauptmannschaft Dresden-Altstadt, später in der Kreishauptmannschaft Dresden. Sein volkswirtschaftliches Wissen vertiefte er durch Besichtigungen von Industriestätten und Handwerksbetrieben. Daneben nahm er an Sitzungen des Gesamtministeriums, eine Art Vorläufer der heutigen Staatskanzlei, der Ersten Kammer sowie des Berliner Reichstags teil und besuchte öffentliche Gerichtsverhandlungen, um die praktische Rechtspflege besser zu verstehen. Danach bereiste der Prinz von Juni bis September 1886 die Länder Mitteleuropas. Wichtigste Stationen waren der Hof Kaiser Franz Josephs in Wien sowie die Städte Salzburg, Graz, Budapest und Belgrad, wo ihn König Milan I. empfing. Anschließend führte der Weg über Breslau nach Berlin und weiter nach Hamburg. Von dort gelangte Friedrich August per Schiff nach London, wo er am 8. Juli eintraf und Königin Victoria sowie den damaligen Fürsten von Wales und späteren König Eduard VII. besuchte. Im August reiste er nach Schottland weiter. Von Leith führte der Seeweg schließlich zurück nach Hamburg. In Norddeutschland schlossen Besichtigungen der Hafenstädte Bremen, Lübeck, Wilhelmshaven und Kiel die Reise ab.

### Offizierslaufbahn

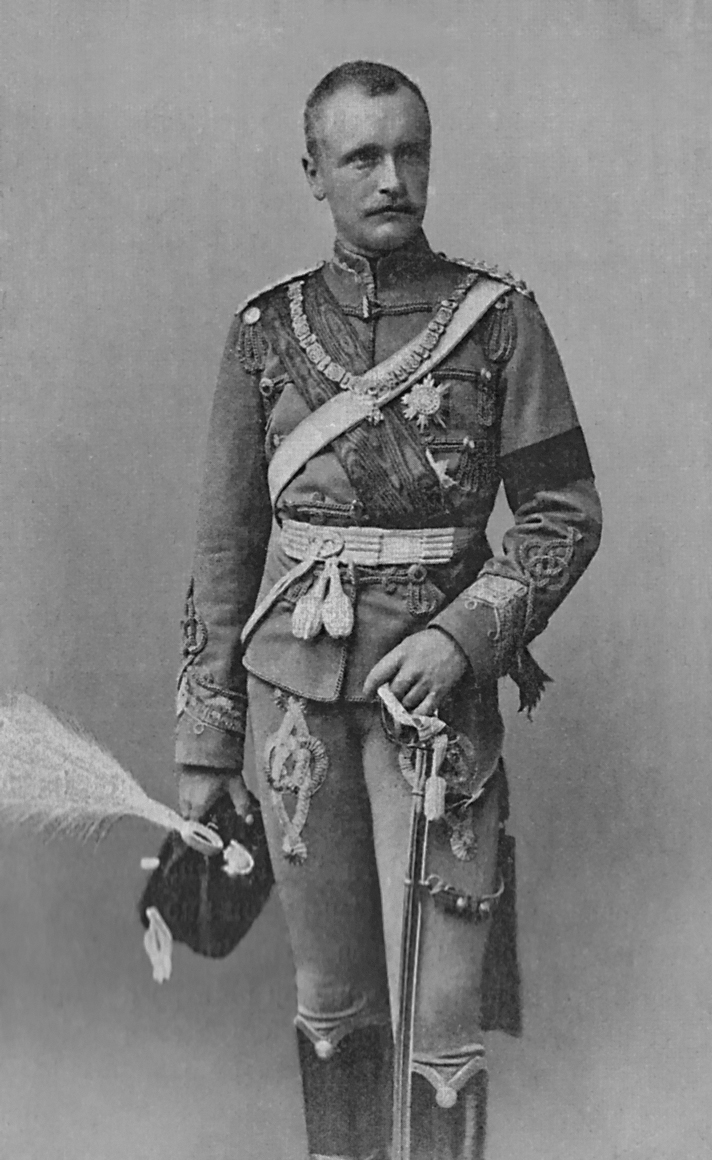
Friedrich August in der Uniform des 1. Husaren-Regiments Nr. 18 (1889)

Nach seiner Rückkehr nahm Friedrich August wieder seinen Militärdienst auf. Mit Wirkung zum 9. September 1886 wurde er als Kavallerist zum 1. Husaren-Regiment Nr. 18 nach Großenhain kommandiert. Im Winter 1886/87 zog er sich eine Gelenkentzündung zu, die eine Kur notwendig machte. Im Frühjahr 1887 überbrachte er zum 90. Geburtstag Kaiser Wilhelms I. in Berlin die Glückwünsche seines Königshauses. Mit seiner Beförderung zum Rittmeister am 16. September 1887 erfolgte die Rückversetzung als Hauptmann zum Stammregiment. Die dortige Stellung als Kompaniechef bekleidete Friedrich August etwas über ein Jahr; 1889 wurde er im Zuge erneuter Dienstrotation zur Artillerie kommandiert. Dort befehligte er im 1. Feldartillerie-Regiment Nr. 12 in Königsbrück eine Feldbatterie. Nach der Beförderung zum Major am 23. Juli 1888 erfolgte die abermalige Rückversetzung zum Stammregiment, wo Friedrich August die Charge als Bataillonskommandeur übernahm. Nach einem Intermezzo als Schwadronenchef im Garde-Reiter-Regiment brach er zu einer mehrmonatigen Kavalierstour mit Ziel Jerusalem auf. Bei erneuter Dienstaufnahme im August 1890 wurde Friedrich August Bataillonsführer im Schützen-(Füsilier-)Regiment „Prinz Georg“ Nr. 108.
Privat entwickelte sich Friedrich Augusts Leben standesgemäß. Im November 1891 ehelichte er mit Luise von Österreich-Toskana eine Tochter des Großherzogs der Toskana Ferdinands IV. Dem Paar waren sieben Kinder beschieden. Die Ehe sollte 1902 im Skandal enden. Zwischenzeitlich setzte sich Friedrich Augusts steile Militärkarriere fort. Am 18. Dezember 1891 erfolgte seine Beförderung zum Oberstleutnant und am 22. September 1892 die zum Oberst mit zeitgleicher Ernennung zum Kommandeur des Schützen-(Füsilier-)Regiments „Prinz Georg“ Nr. 108. Mit den Avancements in der sächsischen Armee gingen entsprechende österreichische und preußische einher. So wurde Friedrich August 1891 am 19. November zum Major und am 18. Dezember zum Oberst der k.u.k. Österreichischen Armee ernannt. Am 27. Januar 1893 ernannte ihn Kaiser Wilhelm II. zum Oberst à la suite des Garde-Schützen-Bataillons der Preußischen Armee.
Am 20. September 1894 wurde Friedrich August, unter Belassung des Zusatzes à la suite, zum Generalmajor befördert und zugleich zum Kommandeur der 1. Infanterie-Brigade Nr. 45 ernannt. Zusätzlich wurde er mit der Wahrnehmung der Geschäfte des Inspekteurs der sächsischen Militärbildungsanstalten beauftragt, zu denen die Unteroffizierschule in Marienberg sowie die Militär-Knabenerziehungsanstalt in Struppen gehörten. Parallel erfolgte seine Beförderung zum preußischen Generalmajor à la suite des Garde-Schützen-Bataillons. In den folgenden Jahren führte Friedrich August die ihm unterstellten Truppenverbände bei Paraden und Manövern. Zugleich überwachte und leitete er die taktische Unterweisung seiner Einheiten. Zu seinen Aufgaben gehörte der Besuch von Kasernen und Militärübungen aller Art. In seiner Eigenschaft als Inspekteur des Offiziersnachwuchses kümmerte sich Friedrich August verstärkt um dessen Ausbildung, wohnte Schulprüfungen bei und nahm Kompanievorstellungen ab. Mit Wirkung zum 22. Mai 1898 erfolgte seine Ernennung zum Generalleutnant und Kommandeur der 1. Division Nr. 23. Im Mai 1901 besuchte Friedrich August einen Generalkurs an der Feldartillerie-Schule in Jüterbog. Er galt als strenger und pflichtbewusster Vorgesetzter, der keine Nachlässigkeiten duldete, aber stets für das Wohl seiner Mannschaften sorgte. Strategisches oder taktisches Denken wurden ihm dagegen nicht attestiert.

## Kronprinzenjahre

### Kommandierender General

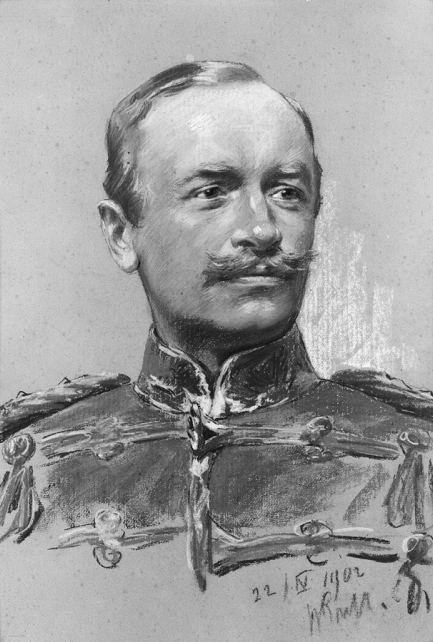
Porträt von Hermann Prell (1902)

Mit dem Tod König Alberts im Juni 1902 und der Thronbesteigung seines Vaters wurde Friedrich August Kronprinz. Seine erste Aufgabe als solcher bestand darin, die Thronfolge gegenüber verschiedenen Königshäusern anzuzeigen. Dies tat er am 2. Juli in Kiel gegenüber Kaiser Wilhelm II., der ihn sogleich à la suite des I. Seebataillons der Marine-Infanterie stellte, sowie anschließend in Ischl vor dem österreichischen und in München vor dem bayerischen Hof. Am 26. August 1902 wurde Friedrich August zum Kommandierenden General des XII. (I. Königlich Sächsisches) Armee-Korps ernannt. Zu diesem Zeitpunkt befand sich das sächsische Heer inmitten der größten Reorganisation seiner Geschichte. Mit Übernahme der Befehlsgewalt erfolgte gemäß der Militärkonvention zwischen Preußen und Sachsen durch Kaiser Wilhelm II. die Ernennung Friedrich Augusts zum General der Infanterie mit kongruenter Rangangleichung in der preußischen und österreichischen Armee. Am 4. November überreichte ihm Graf Schmettow, wiederum im Namen des Kaisers, die China-Denkmünze.
Friedrich August wurde in seiner Eigenschaft als Kronprinz zunehmend für repräsentative Pflichten herangezogen, insbesondere für Deputationsempfänge, Teilnahme an Eröffnungs- und Jubiläumsfeierlichkeiten sowie für Veranstaltungen und Festlichkeiten aller Art – so zum Jahresende, als er zum Neujahresempfang bei Kaiser Wilhelm II. geladen war.

### Regierungsstellvertreter
Um die Jahreswende 1902/03 war bei Friedrich Augusts Vater Georg eine Abnahme der Lebenskräfte erkennbar. Zu Beginn des Jahres 1904 befürchtete der Hof das baldige Ableben des 71-jährigen Königs. Gleichwohl verliefen die ersten Monate des Jahres für den Kronprinzen in gewohnter Manier. Neben den militärischen Verpflichtungen erhöhte Friedrich August sein Interesse an wissenschaftlichen Vorträgen. Nach einer Sommerreise nach Schmecks standen die Monate August/September 1904 im Zeichen größerer Manöver. Um diese Zeit verschlechterte sich der Gesundheitszustand des Vaters; Anfang Oktober war seine Atemnot so weit fortgeschritten, dass er die Regierungsgeschäfte per Dekret am 14. Oktober 1904 an Friedrich August abgeben musste. Am Tag darauf starb er.

## Königsjahre bis Kriegsbeginn

### Thronbesteigung

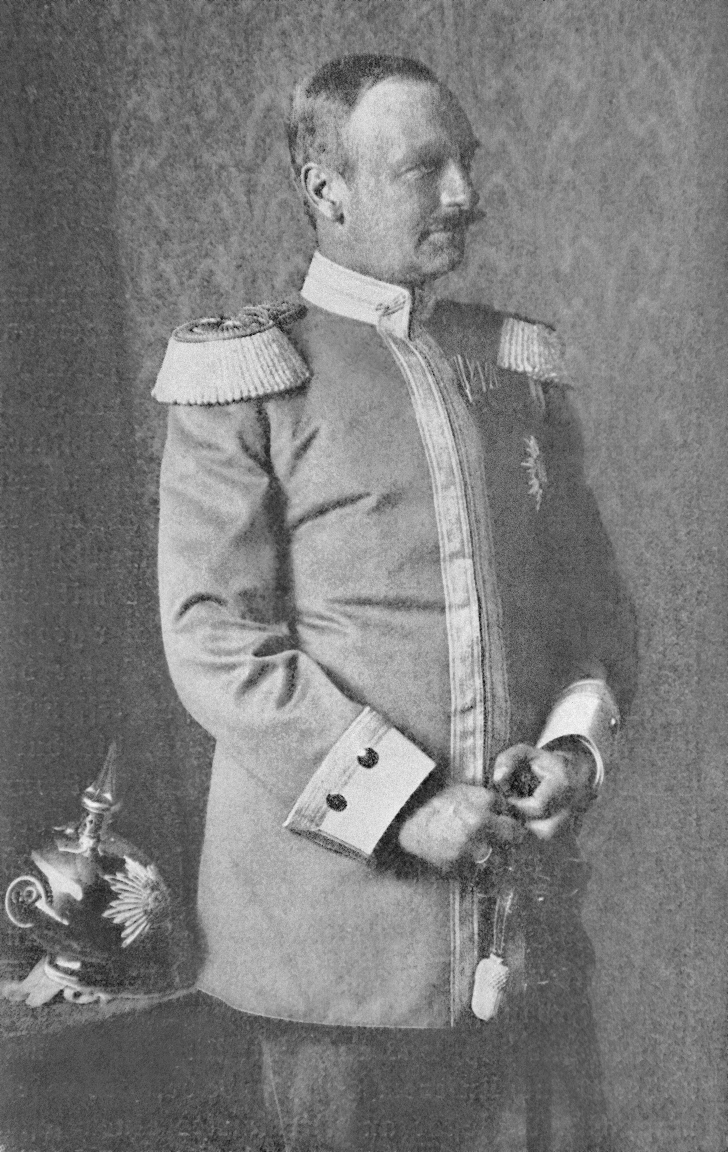
Friedrich August III. nach einer Aufnahme von Erwin Raupp (1905)

| Das erste Kabinett unter Friedrich August III. |
| - Gesamtvorsitz Georg von Metzsch-Reichenbach - Innenminister Georg von Metzsch-Reichenbach - Kriegsminister Max von Hausen - Kultusminister Paul von Seydewitz - Finanzminister Konrad Wilhelm von Rüger - Justizminister Victor Alexander von Otto |

Am 15. Oktober 1904 bestieg Friedrich August den Thron, was einen Generationswechsel im Königshaus bedeutete und Reformhoffnungen stärkte. Der neue Herrscher war im Gegensatz zu seinem Vater beliebt. Daher sah Friedrich August es als seine erste Aufgabe an, das Misstrauen der Bevölkerung gegenüber dem Herrscherhaus abzubauen, welches durch eine von dynastischem Egoismus bestimmte Politik des zwei Jahre regierenden Vaters entstanden war. Dies unterstrich er in seiner mit Spannung erwarteten Antrittsrede, in der er bekräftigte, dass es sein fester Wille sei, ein guter König für alle Untertanen zu werden. An die Streitkräfte gewandt erklärte er als Bundesfürst, Deutschlands Unabhängigkeit und Entwicklung beruhten auf einer starken Armee; daher betrachte er es als seine Pflicht, die sächsische Armee zu einem „schneidigen Werkzeug“ auszubilden. Eine der ersten Amtshandlungen war eine Teilamnestie für Strafgefangene. Am 17. Oktober legte er sein verfassungsmäßiges Gelöbnis ab, tags darauf gab er die Führung des XII. (I. Königlich Sächsischen) Armee-Korps ab. Am 17. November hielt er vor dem Landtag seine Thronrede. Er übernahm das gesamte Kabinett seines Vaters, was die politischen Erwartungen sofort dämpfte und in manchen Kreisen für Verdruss sorgte.
Die Thronübernahme bedeutete keine Allmacht. Vielmehr war Friedrich August an die Sächsische Verfassung von 1831 gebunden, die ihm eine lediglich vermittelnde Rolle (Pouvoir neutre) jenseits der Tagespolitik zuschrieb. Es sind in späteren Jahren keine Vorfälle bekannt, in denen sich Friedrich August widerrechtlich in politische Geschäfte eingemischt oder ihnen eine bestimmte Richtung gegeben hätte. Seine protokollarischen und repräsentativen Pflichten schöpfte er dagegen voll aus. Ferner verlieh er Orden und nahm Nobilitierungen vor. Darüber hinaus stand ihm das Begnadigungsrecht zu.
Im ersten Regierungsjahr bereiste Friedrich August ausgiebig die sächsischen Provinzen, was straff ausgearbeitete Tagesprogramme erforderte. Nach seiner Graduation durch den Kaiser in Berlin folgten im Februar/März Visiten der Städte Leipzig, Chemnitz, Plauen und anderer Gemeinden und eine Rundfahrt durch die Orte Mittelsachsens. Nach einem Besuch am Wiener Hof im April bereiste er Ostsachsen. Bis Kriegsausbruch sind etwa 240 derartige Reisen überliefert.

### Haushaltsreform
Die vordringlichste politische Herausforderung des neuen Regenten war die Sanierung des mit 962 Mio. Mark hoch defizitären Staatshaushalts. Der Fehlbetrag war Resultat des „Eisenbahnkriegs“ von 1875/76. Damals sollten die bestehenden Staatsbahnen in einer gesamtdeutschen Reichsbahn unter Federführung Preußens vereinigt werden. Sachsen besaß eines der dichtesten Schienennetze Deutschlands und fürchtete, Souveränitätsrechte und eine wichtige Einnahmequelle zu verlieren. Um die Integrität der Sächsisch-Königlichen Staatsbahn zu wahren, wurde unter Missachtung der Haushaltsgrundsätze begonnen, alle noch bestehenden Privatbahnen zu Lasten der Staatskasse aufzukaufen; die Staatsbahn blieb letztlich in sächsischer Hand. Friedrich August hatte sich daher um Ausgleich des Staatshaushalts zu bemühen, was ihm 1906 durch Einsparungen gelang. Die Mehreinnahmen der Folgejahre dank Steuererhöhungen dienten der Schuldentilgung, die bis zum Ausbruch des Ersten Weltkrieges abgeschlossen wurde.

### Wahlrechtsreform

#### Reformnotwendigkeit
| Landtagswahlergebnisse 1907 und 1909 (Zweite Kammer) | |
| Sitzverteilung 1907Insgesamt 82 Sitze - SPD: 1 - Linkslib.: 3 - NLP: 31 - Kons.: 46 - Ref.part.: 1 Siehe auch: Liste der Mitglieder des Sächsischen Landtags 1907/09 | Sitzverteilung 1909Insgesamt 91 Sitze - SPD: 25 - Linkslib.: 8 - NLP: 28 - Kons.: 28 - Ref.part.: 2 Siehe auch: Liste der Mitglieder des Sächsischen Landtags 1909/10 |

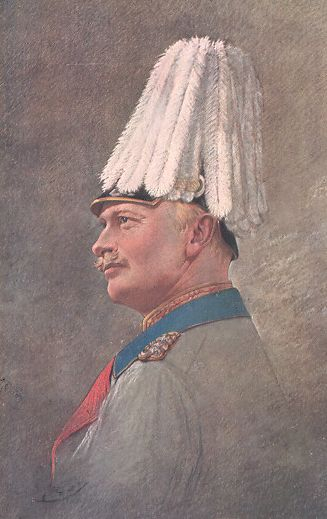
Friedrich August III. (1910)

Das bisherige Sächsische Wahlgesetz von 1868 enthielt unabhängig von der Ständeordnung eine Einteilung nach ländlichen und städtischen Wahlkreisen. Bei der Reichstagswahl 1874 war jede fünfte abgegebene Stimme für die Sozialdemokratie aus Sachsen gekommen, was dem Land den Ruf „Rotes Königreich“ eingebracht hatte. Die ab 1878 von Otto von Bismarck durchgesetzten Sozialistengesetze verhinderten die weitere Stärkung der Arbeiterbewegung nicht. Bei der Reichstagswahl 1903 gewann die SPD 22 der 23 sächsischen Wahlkreise. Ganz anders war die Mehrheitskonstellation im Landtag mit seinem Zweikammerparlament, in dessen Zweiter Kammer seit 1896 das Dreiklassenwahlrecht galt. Diesem Wahlrecht lag ein komplizierter Verteilungsschlüssel gemäß der Steuerschuld mit unterschiedlichen Stimmengewichtungen zugrunde.
Um diesen Missstand zu beseitigen, berief Georg von Metzsch-Reichenbach in seiner Eigenschaft als Innenminister und Vorsitzender des Gesamtministeriums für den 10. Juli 1903 eine Ministersitzung ein, bei der die Reform des bestehenden Wahlgesetzes beschlossen wurde. In einer wenige Tage später erscheinenden Erklärung begründete die Regierung ihren Schritt damit, dass das gültige Wahlgesetz den ungewollten Effekt gehabt habe, das Gewicht der dritten Wählerklasse so zu vermindern, dass es nicht mit dem Gerechtigkeitsprinzip übereinstimme. Dies sorgte für Empörung der etablierten Parteien, die den Verlust von Landtagsmandaten befürchteten. Ungeachtet dessen begann die Regierung Reformentwürfe auszuarbeiten. Am 31. Dezember 1903 präsentierte sie ihr erstes Konzept, das beide Landtagskammern ablehnten.

#### Reformbemühungen
Die angestrebte Reform war damit zunächst gescheitert. Daher sah es Friedrich August bei seiner Inthronisierung 1904 als seine wichtigste Pflicht an, die Novellierung des Wahlrechts zum Abschluss zu bringen. Zu diesem Zeitpunkt umfasste die Zweite Kammer des Landtags 82 Sitze, von denen 54 auf Konservative und 23 auf Nationalliberale entfielen und nur ein Mandat auf die SPD. Hierüber wuchs der Unmut der Bevölkerung. Im November und Dezember 1905 demonstrierten Zehntausende auf den Dresdner Straßen für freie Wahlen. Eine derartige Massenkundgebung hatte es seit dem Maiaufstand von 1849 nicht mehr gegeben. Die Polizei löste die Versammlung gewaltsam auf. Weitere Proteste in Leipzig, Plauen und Chemnitz folgten. Parallel dazu bemühte sich der Landtag um eine entsprechende Gesetzesnovelle, was ergebnislos blieb. Anfang Dezember 1905 entlud sich die aufgestaute Wut der Bürger vor dem Privathaus Metzsch-Reichenbachs. Als im Frühjahr 1906 die Bestrebungen abermals vertagt werden sollten, entließ Friedrich August seinen Innenminister und berief an dessen Stelle Wilhelm von Hohenthal.

#### Reformabschluss
Hohenthal legte im Juli 1907 sein Konzept eines auf dem Pluralwahlrecht basierenden Wahlgesetzes vor, gemäß dem künftig 40 Abgeordnete von den Kommunen gewählt werden sollten und 42 von männlichen Steuerzahlern über 25 Jahren bei je einer Stimme, direkt und nach dem Verhältniswahlrecht. Der Entwurf fand nicht die notwendige Zweidrittelmehrheit der Zweiten Kammer. Ein abgeänderter Gesetzentwurf verfehlte im November 1908 ebenfalls das erforderliche Quorum. Für die Bevölkerung hatte die Regierung damit erneut ihren Reformunwillen bewiesen. Neuerliche Proteste drohten in Straßenschlachten umzuschlagen, woraufhin am 22. Januar 1909 die Zweite Kammer einem nochmals abgeänderten Gesetzentwurf zustimmte. Drei Tage später schloss sich die Erste Kammer an, und am 5. Mai 1909 unterzeichnete Friedrich August das neue Wahlgesetz, die einzige Verfassungsreform während seiner Regierungszeit. Ein Kernpunkt des Gesetzes war, dass die Mitglieder des Landtags nunmehr alle sechs Jahre gewählt werden mussten. Hierzu wurden 91 Wahlkreise eingerichtet, davon 43 städtische und 48 ländliche. Wahlberechtigt waren Männer ab Vollendung des 25. Lebensjahres, die wenigstens zwei Jahre die sächsische Staatsbürgerschaft besaßen sowie eine jährliche Staatssteuer entrichteten. Je nach Höhe der geleisteten Steuer war eine Aufstockung der jeweils verfügbaren Stimmen möglich. Bei mehr als 1600 Mark erhielt der Wahlberechtigte zwei Stimmen, drei bei einer Steuerschuld von mehr als 2200 Mark sowie vier Stimmen bei über 2800 Mark. Außerdem erhielt jeder Wahlberechtigte ab dem 50. Lebensjahr eine weitere Stimme (Altersstimme), insgesamt aber nie mehr als vier. Gewählt wurde nach diesem Pluralsystem nur im Herbst 1909. Die Landtagswahlen 1915 fielen kriegsbedingt aus, danach galt das allgemeine und gleiche Wahlrecht der Weimarer Republik.

### Vatikanzwist
Am 26. Mai 1910 gab Papst Pius X. anlässlich des dreihundertsten Jahrestages der Heiligsprechung des Karl Borromäus die Enzyklika Editae saepe heraus, die Martin Luther angriff. Die päpstlichen Äußerungen erregten in Deutschland und insbesondere in Sachsen, dem Mutterland der Reformationsbewegung, eine Welle der Entrüstung. Der Katholik Friedrich August befürchtete eine Gefährdung des konfessionellen Friedens, weshalb er energisch reagierte. In einem Handschreiben an den Papst verwahrte er sich gegen die in der Enzyklika verbreiteten Thesen, was freudige Reaktionen unter der evangelischen Bevölkerung auslöste. Protestantisch geprägte Länder wie Schweden und Dänemark lobten den Vorstoß Friedrich Augusts. Die Antwort des Vatikans wurde entgegen dem höfischen Protokoll nicht vom Pontifex selbst, sondern von dessen Kanzlei an Friedrich August übermittelt und hatte folgenden rügenden Inhalt: „Für die Geschichtsschreiber zur Zeit Pius X. oder Leo XIII. muß es dereinst zum Totlachen sein, daß ein Duodezkönig, der über noch nicht 15 000 Quadratkilometer Kulturboden regiert, dem Papst einen Protestbrief schreibt, dem Papste, welcher Gläubige in fast 2 000 Bistümern, Vikariaten, Präfekturen und Delegationen leitet.“
Zu einem weiteren Konflikt mit dem Vatikan kam es, als Friedrich Augusts Bruder Maximilian 1910 in der ökumenisch ausgerichteten Zeitschrift „Roma e l’Oriente“ einen Artikel veröffentlichen ließ, in dem er sich für die Einheit von Ost- und Westkirche aussprach. Die Zeitschrift wurde umgehend auf den Index gesetzt und die Auflage vernichtet. Maximilian verlor darüber hinaus seinen Lehrstuhl an der Universität Freiburg und sollte sich unverzüglich auf den Weg nach Rom machen, um im Vatikan Abbitte zu leisten, was er tat. Daraufhin bekam er sein Ordinariat in Freiburg zurück. Nichtsdestoweniger sah Friedrich August hierin eine Demütigung seiner Familie durch den Papst.

### Schulrechtsreform
Durch die Debatte auf die Enzyklika aufmerksam gemacht, stellten protestantische Leser fest, dass sich die darin verbreiteten antiprotestantischen Thesen teilweise wortwörtlich im Kleinen Katholischen Katechismus wiederfanden, der dem katholischen Religionsunterricht an sächsischen Volksschulen zu Grunde lag. Nach Protesten und Eingaben bei Kultusminister Beck gab Friedrich August bekannt, den konfessionellen Charakter der Volksschulen beider Glaubensrichtungen in seinem Königreich unangetastet zu lassen. Der Kleine Katechismus durfte weiter verwendet werden, belastete aber die Reformpläne Friedrich Augusts für das sächsische Schulwesen. In den ersten acht Jahren seiner Regierungszeit war die Zahl der Volksschüler um 170.000 auf etwa 870.000 Schüler gestiegen. Dies führte zu einer durchschnittlichen Klassengröße von 50 Schülern. Es fehlte an Personal und Räumlichkeiten. Die Lehrpläne galten als veraltet. Am 15. Januar 1912 lag der Entwurf eines neuen Schulgesetzes vor. Er wurde jedoch von der konservativ geprägten Ersten Kammer des Landtages sowie von der Lehrerschaft abgelehnt, wenn auch aus unterschiedlichen Gründen. Dies hatte zur Folge, dass das Königlich-Sächsische Elementar-Volksschulgesetz von 1835 in der Neufassung von 1873 unverändert in Kraft blieb. Der einzige Gewinn lag in der Übereinkunft, die Zahl der Lehrerstellen zu erhöhen. Friedrich Augusts Bemühungen um eine grundlegende Volksschulreform waren gescheitert.
Eine besondere Ehrung erhielt Friedrich August am 11. September 1912, als Kaiser Wilhelm II. ihn nach dem in Sachsen abgehaltenen Kaisermanöver unter Verleihung des Marschallstabs zum Generalfeldmarschall der Preußischen Armee ernannte, nachdem er 1909 zum Generaloberst befördert worden war. 1913 investierte er daher auch in die preußische Kleinbahn Guttentag–Vosswalde.

## Erster Weltkrieg

### Kriegsmaßnahmen
| Rüstungsentwicklung unter Friedrich August III. | Rüstungsentwicklung unter Friedrich August III. |
| --- | --- |
| Die zur Anzeige dieser Grafik verwendete Erweiterung wurde dauerhaft deaktiviert. Wir arbeiten aktuell daran, diese und weitere betroffene Grafiken auf ein neues Format umzustellen. (Mehr dazu) | Die zur Anzeige dieser Grafik verwendete Erweiterung wurde dauerhaft deaktiviert. Wir arbeiten aktuell daran, diese und weitere betroffene Grafiken auf ein neues Format umzustellen. (Mehr dazu) |

| Wirtschaftsentwicklung unter Friedrich August III. bis 1914 | Wirtschaftsentwicklung unter Friedrich August III. bis 1914 |
| --- | --- |
| Die zur Anzeige dieser Grafik verwendete Erweiterung wurde dauerhaft deaktiviert. Wir arbeiten aktuell daran, diese und weitere betroffene Grafiken auf ein neues Format umzustellen. (Mehr dazu) | Die zur Anzeige dieser Grafik verwendete Erweiterung wurde dauerhaft deaktiviert. Wir arbeiten aktuell daran, diese und weitere betroffene Grafiken auf ein neues Format umzustellen. (Mehr dazu) |

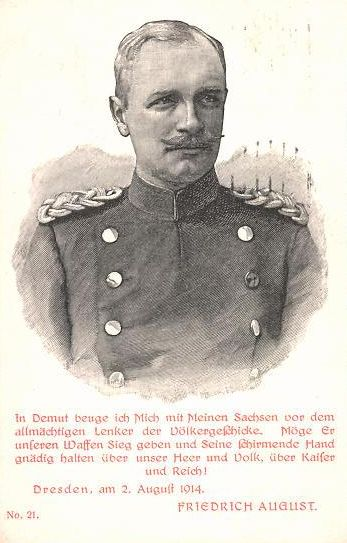
Friedrich August III. (1914)

Im Juni 1914 war Friedrich August Gast am russischen Zarenhof. Seinen Sommerurlaub verbrachte er in Südtirol. Dort erreichte ihn am 28. Juli 1914 die Nachricht von der Kriegserklärung Österreich-Ungarns an Serbien, woraufhin er unverzüglich nach Dresden zurückkehrte und den Ministerrat einberief.
Für einen solchen Fall war seit geraumer Zeit ein Maßnahmenkatalog ausgearbeitet, der die rasche Besetzung aller wichtigen sächsischen Verkehrsknotenpunkte, die Einrichtung von Sperrzonen sowie eine Pressezensur vorsah. Zugleich wurde die sächsische Armee als Bestandteil des deutschen Heeres mobilisiert. Bewaffnete Konflikte gehörten trotz Militärfaible nicht zum Politikverständnis Friedrich Augusts. Dennoch war er als Bundesfürst und Soldat vorbehaltslos dem Kaiser und dessen Politik verpflichtet. Als einziger der vier deutschen Könige übernahm er jedoch nicht den Oberbefehl über seine eigene, etwa 40.000 Mann umfassende Armee, sondern übertrug ihn auf den sächsischen Kriegsminister Max von Hausen. Als Begründung nannte er die Unvereinbarkeit seiner Funktionen als Staatsoberhaupt und Armeechef. In ersterer Rolle rief er am 2. August seine Untertanen zur Entschlossenheit im bevorstehenden Kampf auf.
Die Ausrufung des Kriegsrechts durch das Reich hatte zur Folge, dass in Sachsen die Exekutivgewalt auf die Generäle Hermann von Broizem und Georg Hermann von Schweinitz überging. Diese konnten sich unter Berufung auf das Gesetz über den Belagerungszustand über jedwede Entscheidung der Staatsorgane einschließlich des Königs hinwegsetzen, was faktisch diktatorische Vollmachten bedeutete. Friedrich August hatte angesichts dieser Art von Entmachtung frühzeitig resigniert, und zwar psychisch sowie regierungstechnisch.
Am 6. August verabschiedete Friedrich August sein früheres Leibregiment an die französische Front. Diesem folgten tags darauf die Befehlshaber der 3. Armee. Deren sächsische Verbände trugen ab Monatsmitte die Hauptlasten der Schlachten an der Maas und der Marne; nach anfänglichen Erfolgen bis Mitte September erlitten sie hohe Verluste. Nach teils chaotischem Rückzug gingen die Truppen im Rahmen der Abwehrschlacht an der Aisne schließlich auf Befehl Moltkes zur Verteidigung über. Wegen dieses Debakels, das letztlich das Scheitern des Schlieffen-Plans bedeutete, wurde von Hausen am 13. September seines Kommandos enthoben und durch den preußischen General der Infanterie Karl von Einem ersetzt. Mit etwa 12.500 Toten, was gut einem Drittel der ursprünglichen Heeresstärke entsprach, hatte Sachsens Armee die höchste Verlustrate aller Bündnisheere. Friedrich August reagierte mit rigorosen Maßnahmen: Durch Herabsetzung der Wehrtauglichkeits- und Einberufungskriterien, Einführung einer vormilitärischen Pflichtausbildung für alle Schüler ab dem 16. Lebensjahr und andere Bestimmungen konnten für die Dauer des Krieges zusätzlich etwa 1.000.000 Mann (davon 750.000 Kriegsteilnehmer) mobilisiert werden. Davon wurden bis Kriegsende etwa 212.000 getötet, 334.000 verwundet und 42.000 gefangen genommen. Zugleich entstanden auf sächsischem Gebiet Reservelazarette und Pflegeheime für die zahlreichen Verwundeten und Kriegsversehrten, die Friedrich August regelmäßig aufsuchte. Ferner sind von ihm 16 Frontfahrten belegt, die in erster Linie der Stärkung der Kriegsmoral dienten. Besichtigungen von Kriegsgefangenenlagern vermied er.

### Territorialbestrebungen

#### Elsass-Lothringen
Die Bundesstaaten als föderale Bestandteile des Deutschen Reiches verfolgten zunächst keine eigenen Kriegsziele. Erst die erfolgreichen Operationen an der Westfront im August 1914 veranlassten König Ludwig III., dem Kaiser bayerische Annexionsbestrebungen vorzubringen. Diese sahen eine Aufteilung des Reichslandes Elsass-Lothringen zwischen seinem Königreich und Preußen vor. Der württembergische König Wilhelm II. forderte, Belgien seinem Königreich einzuverleiben. Im November 1914 schloss sich mit Friedrich August II. von Oldenburg, ein dritter Bundesfürst, den Annexionsplänen an. Ihm schwebte die Aufteilung Frankreichs in ein nördliches und südliches Königreich vor, was angesichts des Ausgangs der Marne- und Ypernschlacht utopisch anmutete. Friedrich August ließ dagegen seinen Innenminister Vitzthum von Eckstädt gegenüber Reichskanzler Theobald von Bethmann Hollweg im Dezember 1914 mitteilen, sein Königreich hege momentan keine konkreten Kompensationspläne, missbillige aber die bayerischen Interessen an Elsass-Lothringen.
Im Februar 1915 fand eine erste Ministerzusammenkunft statt, in welcher weiterhin die Auffassung vertreten wurde, weiteren Vorstößen Bayerns hinsichtlich Elsass-Lothringens nicht zustimmen zu können, wenn Sachsen keine Ausgleichsmasse erhielte. Diese sollte durch Gebietsansprüche zu Lasten Preußens (Zeitz und Eilenburg) und Bayerns (Hof) realisiert werden, was jedoch zu erheblichen Verstimmungen der Königshäuser untereinander geführt hätte. Im März 1915 forderte die sächsische Regierung, die endgültige Lösung des Streits um Elsass-Lothringen bis Kriegsende zurückzustellen. Im November des gleichen Jahres wurde Vitzthum von Eckstädt durch Gustav Stresemann darüber in Kenntnis gesetzt, dass Sachsen besser beraten wäre, wenn es einen Anspruch auf Kurland erheben würde, was letztlich die Blicke Friedrich Augusts auf östliche Gebiete lenkte.

#### Kurland
Das Thema „Kurland“ war dann Hauptthema bei der im Mai 1916 stattfindenden Sitzung des Gesamtministeriums in Anwesenheit des Königs. Zunächst machte jedoch Vitzthum von Eckstädt darauf aufmerksam, dass es Sachsen vor allem an Agrarfläche mangele, weshalb eine Angliederung Litauens nahe läge. Auf polnische Gebiete solle man möglichst gänzlich verzichten. Dem widersprach Heinrich Beck in seiner Eigenschaft als Vorsitzender des Gesamtministeriums. Er legte dar, dass Litauen zu stark kriegsgeschädigt sei, um für Sachsen in absehbarer Zukunft von Nutzen zu sein. Zudem würden künftige Grenzsicherungsanlagen und deren Unterhaltung auf Kosten der sächsischen Staatskasse gehen, weshalb Kurland vorzuziehen sei. Friedrich August entschied letztlich, auf polnische Gebietsansprüche zu verzichten, weil es seiner Meinung nach „jüdisch zu stark zersetzt“ sei und dessen Bevölkerung größtenteils antideutsche Tendenzen aufweise. Sein Innenminister solle daher den Anspruch auf Kurland gegenüber der Reichsleitung geltend machen, was Vitzthum von Eckstädt am 14. Juli 1916 bei Reichskanzler Bethmann Hollweg tat.

#### Litauen

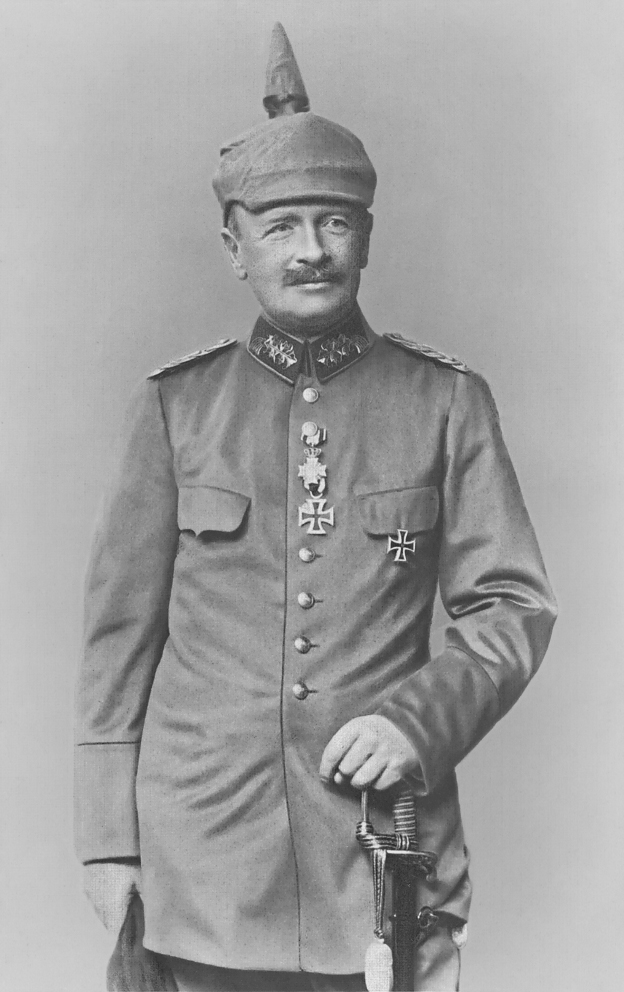
Friedrich August III. 1916

Die Februarrevolution 1917 ließ für Deutschland einen baldigen Separatfrieden mit Russland erwarten. Das führte seitens der Obersten Heeresleitung (OHL) sowie der Reichsregierung zu der Idee, aus Kurland und Litauen autonome, aber militärisch wie wirtschaftlich eng an das Reich geknüpfte Fürstentümer zu schaffen. Dies machte die sächsischen Hoffnungen auf Kurland zunichte, bestärkte aber zugleich Vitzthum darin, dass die angestrebte Realunion mit Litauen doch noch realisierbar sei und daher – um Fakten zu schaffen – schnellstmöglich mit einer sächsischen Besiedelung begonnen werden solle. Die Absichten wurden jedoch seitens des OHL und Ober Ost rasch erkannt und unterbunden. Friedrich August wies daher Vitzthum im Juni 1917 an, dass Sachsen nicht mit wirtschaftlichen Kompensationen abzuspeisen sei, sondern weiterhin und mit Nachdruck auf der territorialen Forderung in Form von Litauen bestehe. Dies tat von Eckstädt gegenüber dem neuen Reichskanzler ab November, Georg von Hertling. Angesichts der fortschreitenden Friedensverhandlungen trat am 24. Dezember 1917 das Gesamtministerium erneut zusammen, in welcher Friedrich August seinem Innenminister wiederholt zu verstehen gab, dass er die litauische Realunion mit der Reichsleitung weiterhin zu verhandeln habe. Allerdings tat er dies in Unkenntnis der Lage, dass die Reichsleitung in Übereinkunft mit der OHL zwischenzeitlich eine Personalunion Litauens mit Preußen fixiert hatte.
Mit Jahresbeginn 1918 schien der sächsische Gebietsanspruch an Litauen nicht mehr aufrechtzuerhalten. Daran änderte auch ein im Februar eingereichter Antrag im Bundesrat nichts mehr. Stattdessen solle Sachsen, so Franz-Joseph zu Isenburg-Birstein, nunmehr neue Gebietsansprüche in Livland und Estland geltend machen, was Friedrich August gebilligt haben soll. Dieses Ansinnen wurde jedoch durch die hohenzollerischen Bestrebungen, ein Vereinigtes Baltisches Herzogtum unter Adolf Friedrich zu Mecklenburg zu implementieren, zunichtegemacht. Es stärkte jedoch die sächsischen Hoffnungen, den Anspruch auf Litauen doch noch durchsetzen zu können, was letztlich gelang.
Am 16. April legten Hertling und der Kaiser die künftigen Gebietsgewinne für die Bundesfürsten verbindlich fest. Demnach sollte Litauen ein Herzogtum unter einem sächsischen Prinzen werden. Die Entscheidung wurde Vitzthum am 29. April durch Hertling mitgeteilt. Voraussetzung hierfür war Sachsens Zustimmung zur Aufteilung des Reichslandes Elsass-Lothringen, welche der Innenminister gab. Am 7. Mai setzte der preußische Gesandte Ulrich Graf von Schwerin in Dresden Vitzthum offiziell darüber in Kenntnis, dass in Übereinstimmung mit dem Kaiser einer sächsisch-litauischen Personalunion nichts mehr im Wege stehe, was Friedrich August umgehend dazu veranlasste, seine Forderungen zu präzisieren; unter anderen Gesichtspunkten die sofortige Entsendung sächsischer Beamter. Am 13. Juli, also nachdem der litauische Staatsrat Wilhelm Karl von Urach die Krone des Königreichs Litauen angetragen hatte, gab der Kaiser in dieser Sache gegenüber Friedrich August noch einmal seine persönliche Versicherung. Es solle jedoch erst die rechtliche Beziehung zwischen dem Deutschen Reich und Litauen geklärt werden, bevor es an Sachsen übergehe. Friedrich Augusts Bestrebungen um Litauen endeten erst im Spätsommer 1918, als die deutsche Niederlage im Westen nicht mehr abzuwenden war.

### Versorgungskrisen

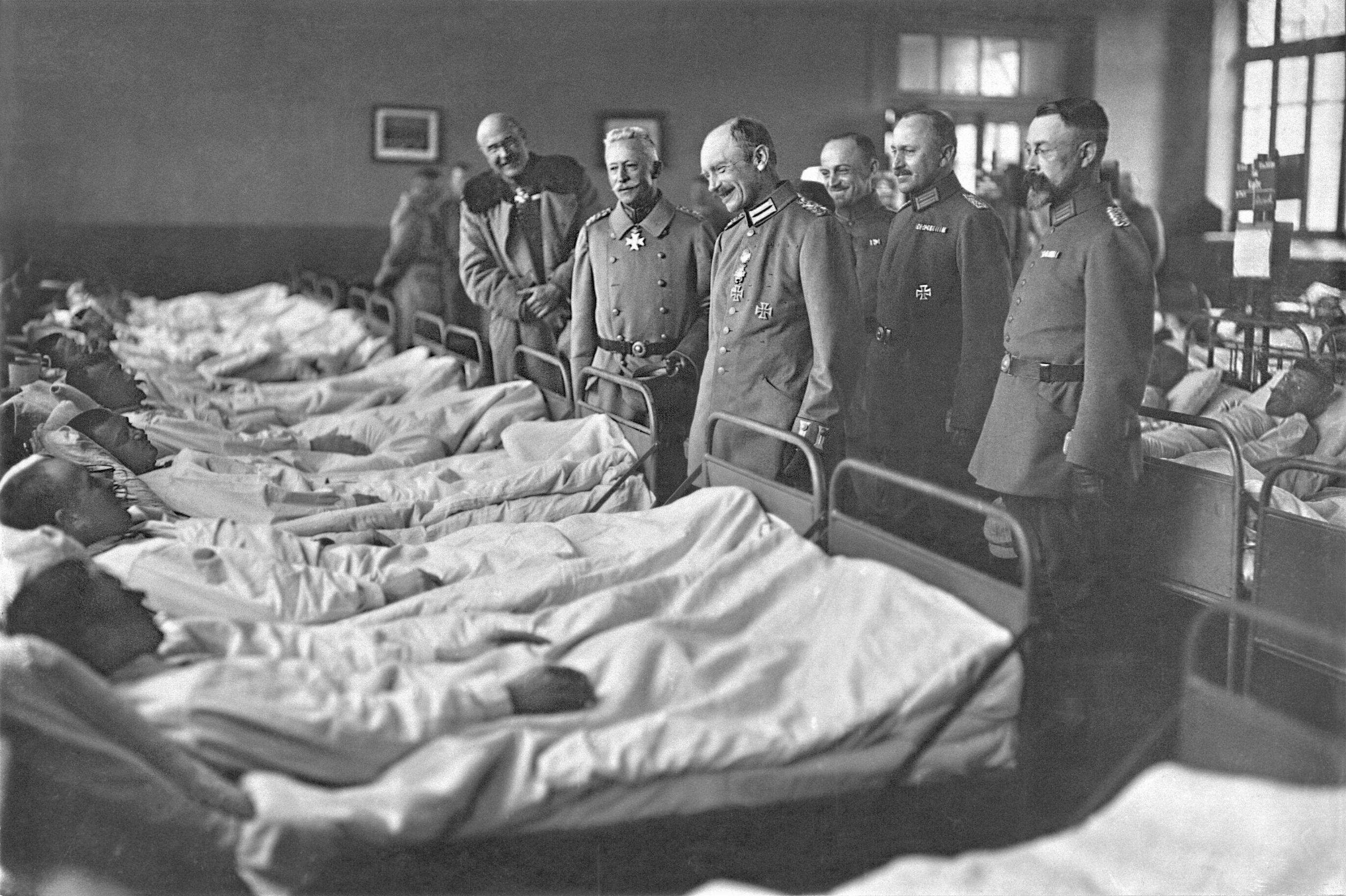
Friedrich August III. besucht verwundete Soldaten (1917)

Wie die Oberste Heeresleitung glaubte Friedrich August zu Kriegsbeginn irrtümlich, Deutschland könne einen raschen Siegfrieden erreichen, bevor die begrenzten Ressourcen aufgebraucht wären. Auf langwierige Materialschlachten war weder das Kaiserreich noch das Königreich Sachsen vorbereitet.
Tatsächlich war die sächsische Wirtschaft bereits bei Kriegsbeginn stark in Mitleidenschaft gezogen worden. Als erste Branche vermeldete das Fremdenverkehrswesen einen Einbruch der Touristenzahlen. Hersteller von Zuckerwaren und Hygieneprodukten erlitten hohe Verluste und gingen teilweise in Konkurs. Dagegen vermeldeten das metallverarbeitende Gewerbe sowie die Leder- und Tabakindustrie Umsatzsteigerungen. Allerdings waren die Aufträge aufgrund der Einberufung von zehntausenden Wehrpflichtigen kaum zu erfüllen. Es herrschte akuter Arbeitskräftemangel. Zudem behinderten Grenzschließungen die Einfuhr wichtiger Rohstoffe. Infolgedessen kam es zu Kurzarbeit und Produktionsausfällen.
Das Hindenburg-Programm von 1916 führte schließlich zum völligen wirtschaftlichen Zusammenbruch Sachsens. Dieses sah eine weitestgehende staatliche Zentralisierung ganzer Industriezweige, vornehmlich der Rüstung dienend, vor. Nicht kriegswichtige Betriebe wurden geschlossen, was zusätzlich die sächsische Textilindustrie (Spinn- und Webverbot) schädigte. Die Zwangsbewirtschaftung wurde durch Beschlagnahmen, Rationierungen oder Verarbeitungsverbote auf allen zivilen Sektoren durchgesetzt und führte zum Wegfall ganzer Branchen. Im Ergebnis stieg die Arbeitslosenzahl sprunghaft an. Parallel dazu kam es zu den ersten Lebensmittelengpässen in Sachsen. Brot konnte ab 1915 nur noch durch sogenannte Brotscheine bezogen werden. Missernten und die Rationierung von Getreide, Butter, Fetten und Fleisch begünstigten die Entstehung von Schwarzmärkten und Hehlerei. Als im Mai 1916 die wöchentlichen Kartoffelrationen erneut gekürzt werden mussten, kam es in Leipzig zu den ersten Hungerkrawallen. Im Juni folgten weitere Proteste im Zwickauer-Oelsnitzer Kohlerevier und Anfang November demonstrierten in Dresden 8000 Menschen, vornehmlich Frauen, für eine bessere und gerechtere Lebensmittelversorgung. Der Kohlrübenwinter 1916/17 sorgte für weitere Missstimmung.

### Befriedungsmaßnahmen

#### Friedensbestrebungen
Zu Beginn des Jahres 1918 zeigten sich nicht nur im Volk wachsende Anzeichen von Kriegsmüdigkeit. Auch Friedrich August kamen erhebliche Zweifel an der Fortsetzung des Krieges, doch er war nicht bereit, sich selbst an der Vermittlung eines alsbaldigen Verständigungsfriedens zu beteiligen. Stattdessen beauftragte er damit den Kronprinzen Georg. Dessen Gespräch mit Ludendorff über die Aufnahme diplomatischer Kontakte scheiterte im Spätsommer ebenso wie ein angeblicher Antrag Hamburgs mit Unterstützung des Königreiches Sachsens – was Friedrich August ausdrücklich gebilligt haben soll – und der Fürstentümer Reuß in Sachen Separatfrieden im Reichstag. Für den Antrag gibt es keine belastbaren Belege; es liegt nur die Aussage Ernst Heinrichs, des drittgeborenen Sohnes des Königs, vor.

#### Kabinettsreform
| Das letzte Kabinett unter Friedrich August III. |
| - Gesamtvorsitz Rudolf Heinze - Kriegsminister Karl Victor von Wilsdorf - Kultusminister Alfred von Nostitz-Wallwitz - Finanzminister Max Otto Schröder - Justizminister Rudolf Heinze - Innenminister Walter Koch - Minister ohne Geschäftsbereich Julius Fräßdorf - Minister ohne Geschäftsbereich Max Heldt - Minister ohne Geschäftsbereich Oscar Günther - Minister ohne Geschäftsbereich Emil Nitzschke |

Trotz der heimatlichen Not, die sich zur Staatskrise entwickelte, verbrachte Friedrich August seinen Sommerurlaub im Allgäu. Auch als es Mitte September 1918 in Dresden zu neuerlichen Hungerkrawallen kam, weilte er nicht in der Heimat, sondern am Hof des bulgarischen Zaren Ferdinand I. Dessen Abdankung am 3. Oktober muss Friedrich August zum Umdenken gebracht haben. Nach Monaten politischer Passivität wandte er sich verstärkt seinen Regierungsgeschäften zu. In der von ihm einberufenen Sondersitzung des Gesamtministeriums wurde eine politische Neugestaltung Sachsens debattiert. Während Friedrich August den Standpunkt verteidigte, dass dies weiterhin nur auf monarchischer Grundlage möglich sei, vertraten vor allem konservative Kräfte die Auffassung, dass eine ernstliche Reform nur Erfolg haben könne, wenn sie ausschließlich demokratische Züge aufweise. Die Konferenz wurde schließlich ergebnislos auf Ende Oktober vertagt; der König gedachte die Krise auszusitzen.
Dies dämpfte jedoch nicht nur die Reformerwartungen, sondern führte dazu, dass Friedrich August in der Bevölkerung massiv an Glaubwürdigkeit verlor. Insbesondere seine Forderung, dass im Ausnahmezustand der König weiterhin alleiniger Entscheidungsträger sei, war nicht mehr vermittelbar, zumal ein Zugeständnis dieser Art Gewalt gegen oppositionelle und revolutionäre Kräfte gebilligt hätte. Aufruhr bestimmte die Straßen, Streiks und Revolten waren an der Tagesordnung. Friedrich August verlor zunehmend seine Autorität. Schließlich wurde ihm Mitte Oktober während einer weiteren Krisensitzung nahegelegt, eine rasche Annäherung an die SPD zu suchen, um den kommunistischen Strömungen entgegenzuwirken. Dies lehnte Friedrich August ab. Erst infolge des Kieler Matrosenaufstands, als gleichzeitig in Wien, Budapest und Prag bürgerkriegsähnliche Zustände ausbrachen, ordnete er die sofortige Bildung eines neuen Staatsrates an. Die Minister Beck (Kultus) und Seydewitz (Finanzen) erklärten am 25. Oktober ihren Rücktritt; von Vitzthum weigerte sich und musste tags darauf durch Friedrich August entlassen werden. Justizminister Heinze sowie Kriegsminister von Wilsdorf wurden in ihren Ämtern bestätigt. Darüber hinaus erweiterte Friedrich August das Kabinett um vier Staatsminister und räumte dem Landtag ein Mitspracherecht bei künftigen Personalentscheidungen ein. Das neu konstituierte Kabinett umfasste damit fünf Fachminister und vier Minister ohne Geschäftsbereich. Von diesen Posten wurden zwei mit den Sozialdemokraten Julius Fräßdorf und Max Heldt besetzt.

### Revolution und Abdankung

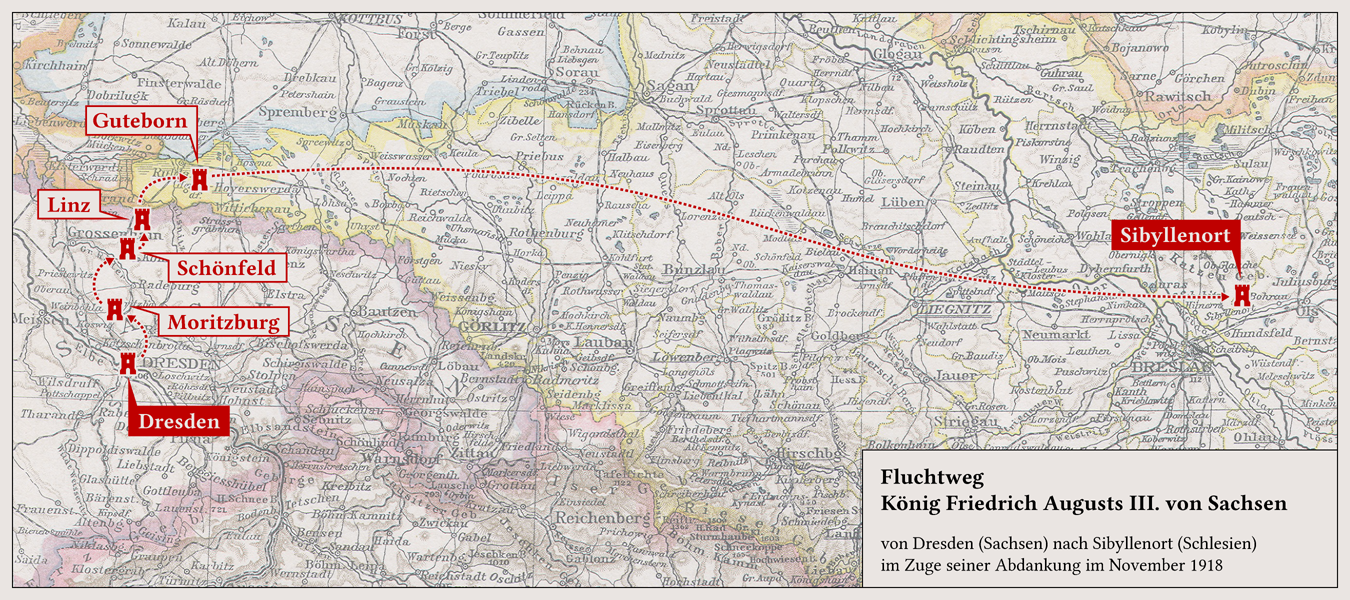
Fluchtweg Friedrich Augusts III. im November 1918

Die neue Regierung währte nur kurz. Anfang November 1918 erreichte die Revolution Sachsen. Überall im Land bildeten sich Arbeiter- und Soldatenräte. Am 8. November entwaffneten revolutionäre Matrosen die Leipziger Bahnhofswachen. Züge auf dem Weg zur Front wurden gestoppt. Fast zeitgleich kam es auf dem Dresdner Altmarkt zu einer Massenkundgebung aufgebrachter Soldaten. Am Abend wurde im Zirkus Sarrasani der Sieg der Revolution in Bayern verkündet, während Friedrich August in einer letzten Krisensitzung darüber in Kenntnis gesetzt wurde, dass die Generalität praktisch die Befehlsgewalt über die Armee verloren hatte. Den Vorschlag, die Aufstände mit noch königstreuen Truppenteilen niederzuschlagen, lehnte Friedrich August mit der Begründung ab, er werde den gerade zu Ende gehenden Krieg nicht auf der Schlossstraße fortsetzen. Hilfe aus Berlin war nicht zu erwarten, da dort eine Nachrichtensperre verhängt worden war. So entschied sich Friedrich August für den ihm einzig möglichen gewaltfreien Ausweg: Er verließ gegen 20:00 Uhr über einen Nebenausgang das Residenzschloss, bestieg in Begleitung seiner Tochter Margarethe und des Generalmajors Georg O’Byrn ein für ihn bereitgestelltes Kraftfahrzeug und ließ sich zum Schloss Moritzburg chauffieren.
Am 9. November reiste Friedrich August über Schloss Schönfeld zum Linzer Schloss weiter. Hier erreichte ihn die Nachricht, dass es in Dresden zu weiteren Unruhen gekommen sei; die Hauptwache, das Generalkommando sowie die Schützenkaserne würden von Revolutionskräften kontrolliert und könnten nicht mehr für die Sicherheit des Königs garantieren. Obgleich Friedrich August keine Lynchaktionen befürchtete, entschied er sich, das Angebot des Prinzen Ulrich von Schönburg-Waldenburg anzunehmen, einstweilen Quartier auf Schloss Guteborn bei Ruhland außerhalb der Landesgrenzen zu nehmen. Dort vernahm er am 10. November die Ausrufung des Freistaates Sachsen durch Hermann Fleißner und unterzeichnete am 13. November auf einfachem Papier seine aus einem Satz bestehende Abdankung: „Ich verzichte auf den Thron.“ Ausdrücklich verzichtete er nicht im Namen seiner Kinder, um ihnen im Falle einer Wiederherstellung der Monarchie die Thronbesteigung zu ermöglichen. Wenig später entband er alle Offiziere, Beamten, Lehrer und Geistlichen von ihrem Treueeid und rief sie dazu auf, ihren Dienst zum Wohle Sachsens weiterzuführen. Tags darauf reiste Friedrich August weiter; er begab sich auf das Schloss Sibyllenort bei Breslau, das ihm privat gehörte und sein künftiger Wohnsitz sein sollte.

## Privatmann

### Regressforderungen
Mit der Abdankung verzichtete Friedrich August nicht auf seine Vermögenswerte, die seit dem Thronverzicht beschlagnahmt waren. Wie die anderen von der Fürstenenteignung betroffenen Personen verfolgte er das vordringliche Ziel, die Freigabe dieser Güter zu erwirken. Mit der Wahrnehmung seiner Interessen gegenüber dem Freistaat Sachsen beauftragte er den Dresdner Anwalt Bernhard Eibes (1867–1942). Eibes legte noch im Dezember 1918 bei der sächsischen Landesregierung gegen die rechtswidrige Requirierung Beschwerde ein. In einer am 20. März 1919 eingereichten Denkschrift wurden die Forderungen präzisiert. Neben Immobilien, darunter insbesondere die königlichen Villen in Strehlen und Hosterwitz sowie die Rittergüter Helfenberg, Jahnishausen und Leukersdorf, ging es um Geld und Wertpapiere im Wert von 12,2 Mio. Mark. Hinzu kamen Entschädigungsforderungen für Kunstgegenstände im Wert von 17,5 Mio. Mark sowie finanzielle Anrechte seiner Kinder. Zur Klärung der Ansprüche wurde eine zehnköpfige Kommission eingesetzt, die sich je zur Hälfte aus Regierungsvertretern und den von Friedrich August Beauftragten zusammensetzte.

Strittige Immobilien (Auswahl)
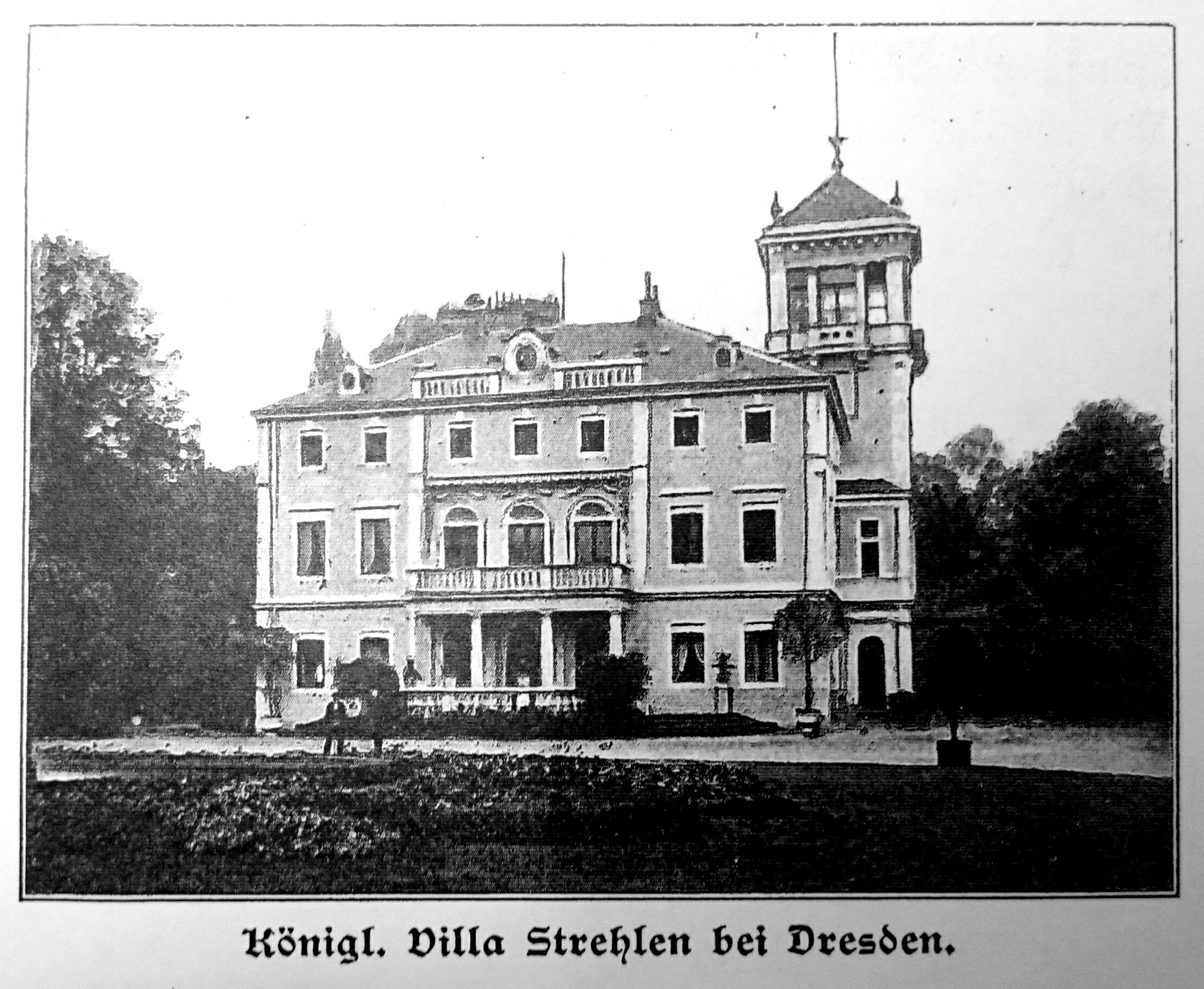
Villa Strehlen
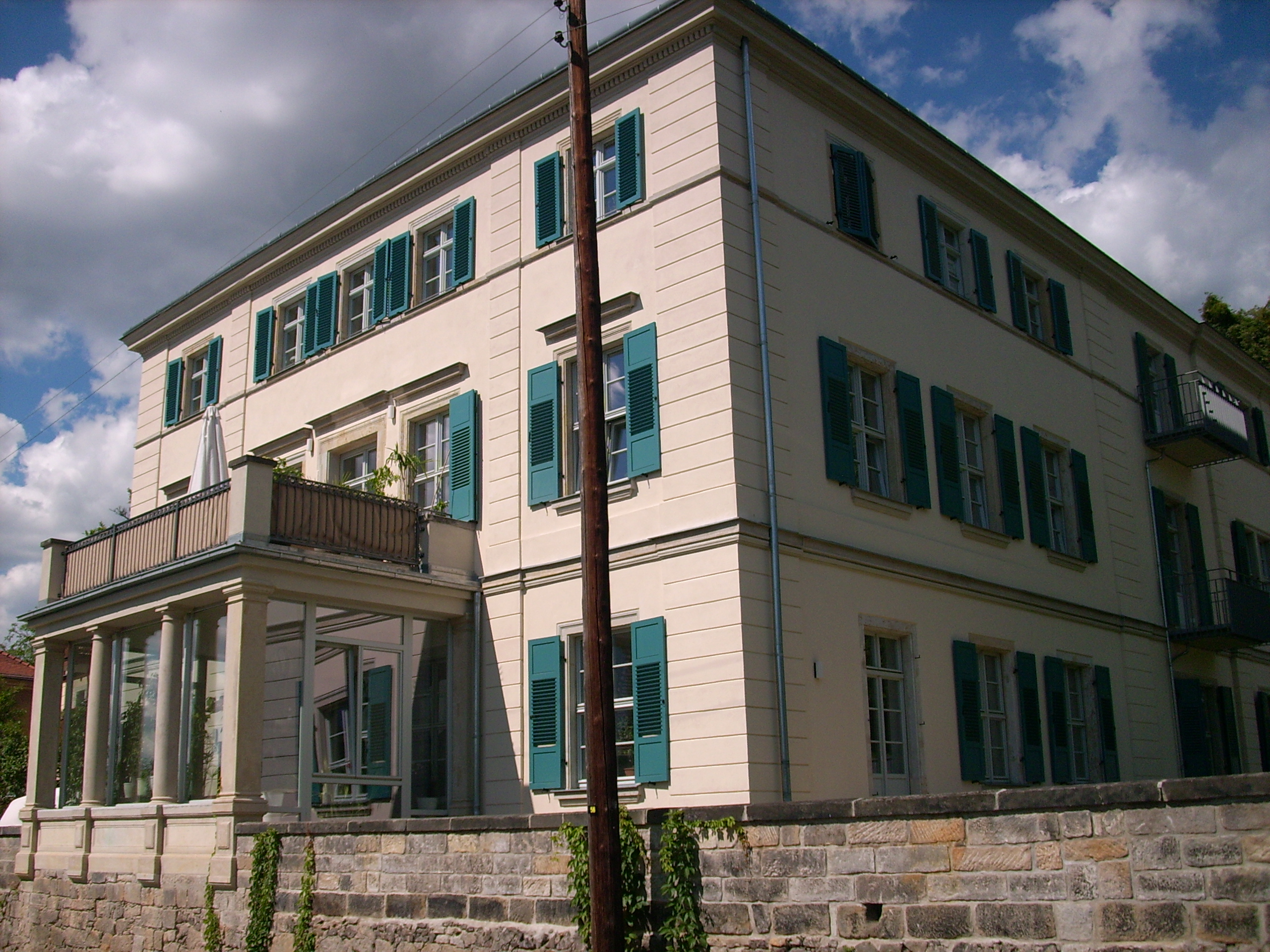
Villa Hosterwitz
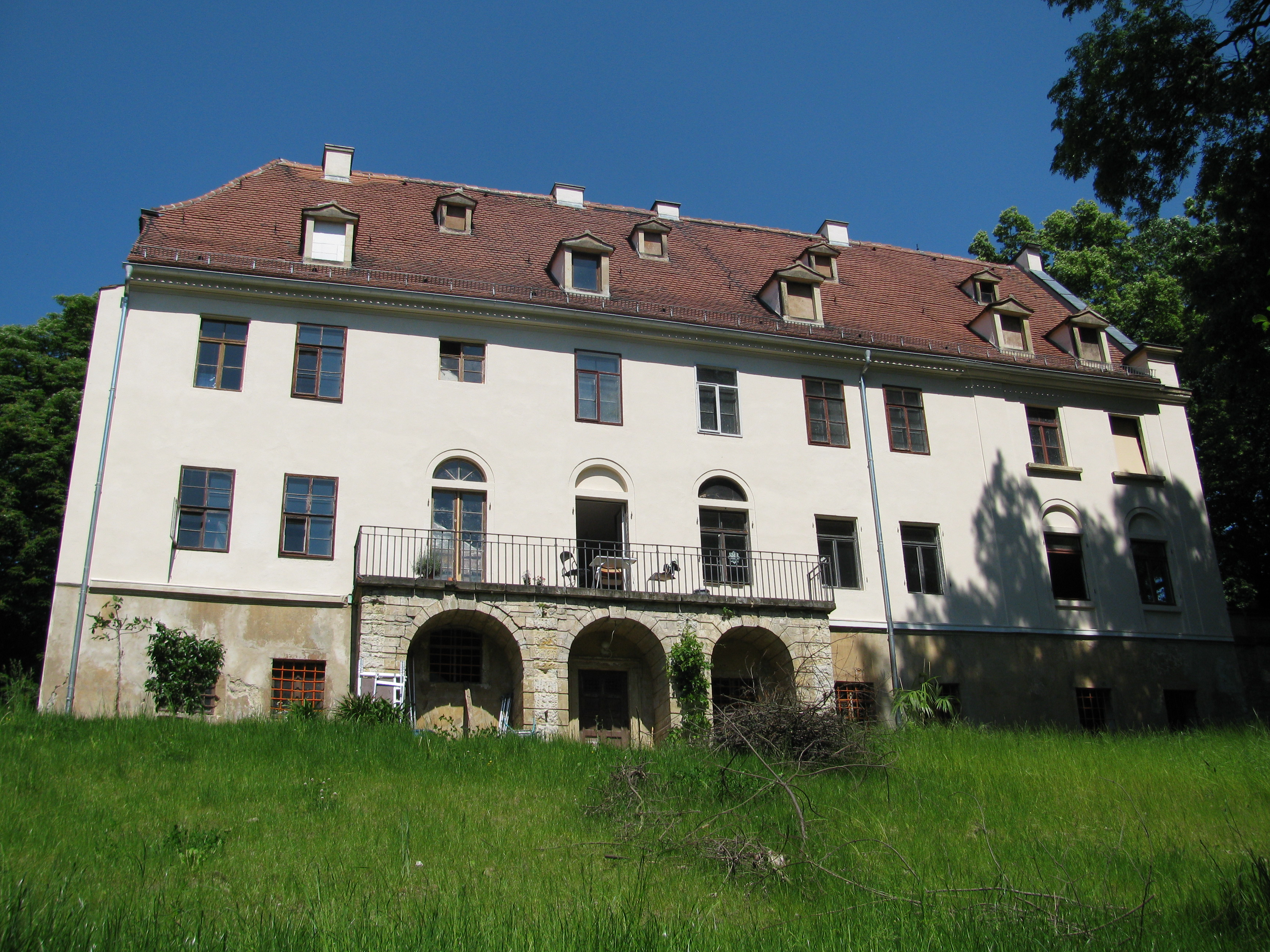
Rittergut Helfenberg
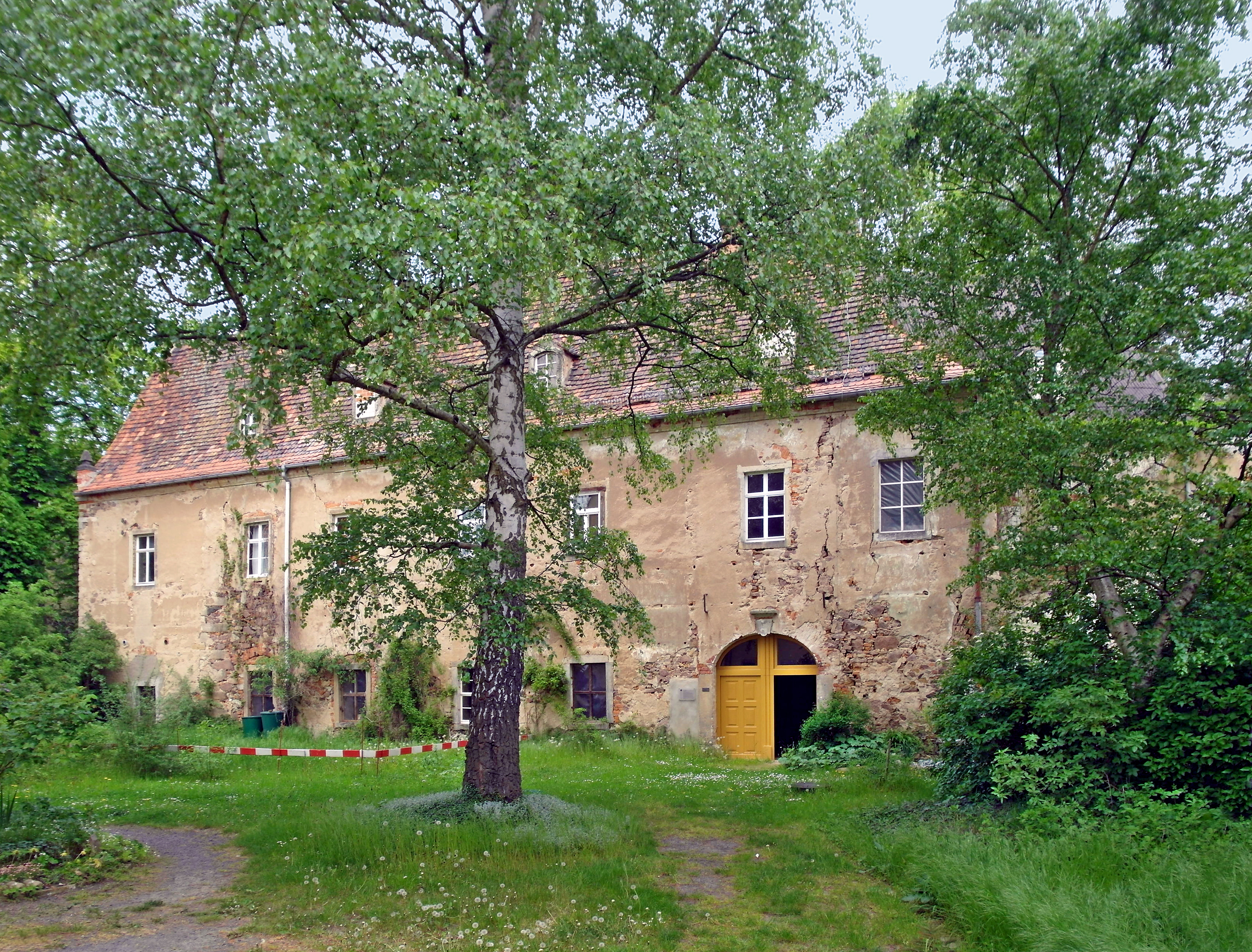
Rittergut Jahnishausen
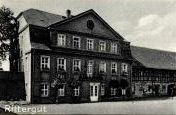
Rittergut Leukersdorf

Nach über zweijährigen Verhandlungen unterzeichnete am 23. August 1922 Ministerpräsident Wilhelm Buck den Vertragsentwurf, der eine Entschädigung in Höhe von 14 Mio. Mark sowie die Schaffung einer Kulturstiftung vorsah. Zusätzlich wurde eine Abfindung in Höhe von etwa einer Million Mark für Kunstgegenstände und etwa 6,5 Mio. Mark für die Sekundogenitur vereinbart. Die Verabschiedung des Gesetzes durch den Landtag verzögerte sich aufgrund politischer Debatten, bis zwischenzeitlich mit Erich Zeigner ein neuer Ministerpräsident an die Spitze des Freistaates trat, der die Abfindung der Sekundogenitur und die Schaffung einer Kulturstiftung aus dem Vertragsentwurf streichen ließ. Friedrich August stimmte beiden Änderungen am 30. Juni 1923 zu, da die sonstigen vereinbarten Entschädigungszahlungen durch die inflationäre Krise beständig an Wert verloren. Am 19. Oktober 1923, auf dem Höhepunkt der Oktoberunruhen, unterzeichnete das Kabinett die geänderte Fassung und legte sie dem Landtag zur Beschlussfassung vor. Nach parlamentarischer Verschleppung und dem Sturz des Kabinetts Zeigner durch die Reichswehr Ende Oktober kündigte Eibes im Auftrag Friedrich Augusts den Vertrag am 12. Dezember 1923 einseitig auf.
Im Folgejahr wurden Verhandlungen über einen neuen Kontrakt aufgenommen und erfolgreich beendet. Sie gelangten mit Unterzeichnung durch den Ministerpräsidenten Max Heldt am 26. Juni 1924 zum Abschluss. Der Auseinandersetzungsvertrag passierte nach fünfeinhalb Jahren Verhandlungsdauer ohne weitere Beanstandungen das Parlament und wurde am 5. Juli vom Landtag beschlossen. Er umfasste den Verzicht Friedrich Augusts auf alle Rechte am Staats- und Domänengut. Hierfür übertrug der Freistaat dem am 10. Januar 1922 gegründeten Familienverein „Haus Wettin Albertinischer Linie e. V.“ Schloss Moritzburg und eine einmalige Abfindung von 300.000 Goldmark. Zudem erhielt Friedrich August ein lebenslanges Jagdrecht. Des Weiteren wurden die Gemäldegalerie, das Kupferstichkabinett, das Grüne Gewölbe und andere Sammlungen in eine Kulturstiftung des öffentlichen Rechts überführt. Zusätzlich erhielt der Verein eine einmalige Abfindung in Höhe von 7 Mio. Goldmark als Gegenleistung für die bereits entgangenen und alle künftigen Einnahmen aus den Domänengütern.

### Pensionär

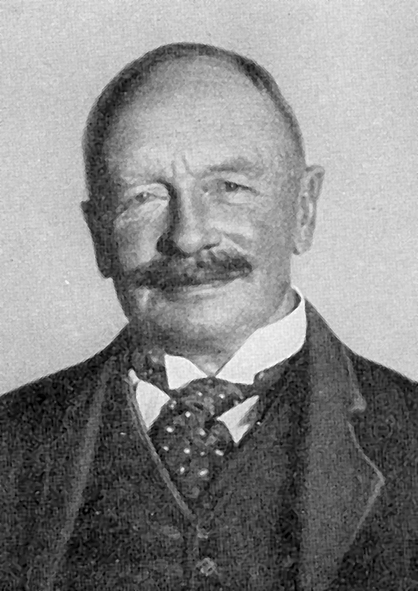
Friedrich August in späteren Jahren

Von allen Verpflichtungen befreit, genoss Friedrich August auf Schloss Sibyllenort ein herrschaftliches Pensionärsdasein. Er verfügte über ausreichend Gelder und Ländereien und unterlag keinerlei Reisebeschränkungen. Daher konnte er seinen bisherigen Lebensstil beibehalten. Tägliche Routine war für ihn die Inspektion seiner Schlossgüter in und um Sibyllenort sowie in Guttentag, dessen Schloss er als Sommerresidenz bevorzugte. Regelmäßig gab es Kegel-, Skat- und Lehrabende. Mit politischen Meinungsäußerungen hielt sich Friedrich August zurück. Über die aktuelle Reichspolitik ließ er sich durch Johannes Wunderlich regelmäßig unterrichten. Indirekt griff er in diese ein, etwa indem er Wunderlich, der Reichstagsabgeordneter war, ein bestimmtes Abstimmungsverhalten nahelegte wie beim Republikschutzgesetz 1922. Kritik brachten ihm seine beiden Besuche beim Ex-Kaiser Wilhelm im Haus Doorn ein.
Daneben schuf sich Friedrich August in den 23.000 Hektar umfassenden Parkanlagen von Sibyllenort einen „Sachsenwald“ als Heimatersatz. Der Hain bestand aus 34 stämmigen Eichen, die nach einstigen Ministern, Generälen, Höflingen und Repräsentanten des wilhelminischen Kreises benannt waren. So gab es eine Kaiser-Wilhelm-Eiche sowie nach Hindenburg, Kirchbach oder Tümpling benannte Bäume. Insbesondere in späteren Jahren hielt Friedrich August dort oft Zwiegespräche. Nach dem Weggang seiner Kinder und der Stabilisierung der Währung ging Friedrich August wieder auf Reisen. 1925 unternahm er eine Nordlandfahrt. Im Jahr darauf war er auf Amrum. Im Jahr 1927 besuchte er die Kanarischen Inseln, 1928 erfüllte er sich mit einer Brasilienreise seinen Traum, den amerikanischen Kontinent zu betreten. Seine letzten großen Reisen führten ihn nach Indien und Ceylon.
Ende der zwanziger Jahre traten bei Friedrich August die ersten Anzeichen einer katarrhischen Erkrankung auf, die längere Kuren und mehr Behandlung nötig machten. Aufenthalte in milderem Klima brachten nur geringe Linderungen. In den Folgejahren kam eine Schwächung des Herzens hinzu. Den mit Beginn der 1930er Jahre erstarkenden nationalsozialistischen und kommunistischen Strömungen stand er als Repräsentant der früheren Herrschaftselite verachtend gegenüber, da sie für ihn Produkte der Novemberrevolution und damit „Teufelsbrut“ waren. Im Zweifel sah er im Nationalsozialismus ein notwendiges Übel, mit dem der Marxismus zu bekämpfen war. Eine tiefe Abneigung hegte Friedrich August außerdem gegen Jesuiten. Im Herbst 1931 nahm er in Breslau die Parade einer Delegation von etwa 5.000 sächsischen Mitgliedern des Stahlhelmbundes ab und bewirtete sie anschließend auf seinem Herrschaftssitz. Anfang Februar 1932 besuchte er mit kleinem Gefolge eine Jagdausstellung in Berlin.

### Tod und Beisetzung

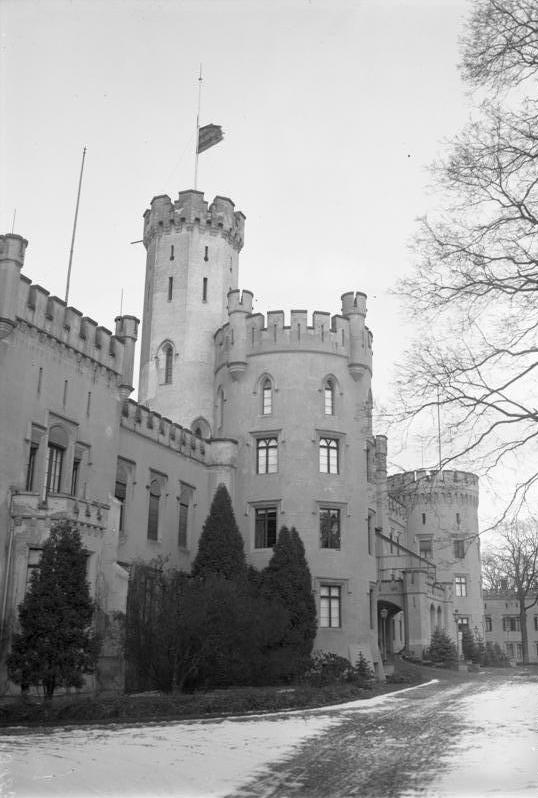
Die am Todestag auf halbmast gesetzte Königsstandarte auf Schloss Sibyllenort

Am 17. Februar 1932 unternahm Friedrich August einen morgendlichen Ausritt, besuchte die Heilige Messe und besichtigte anschließend die Hofgüter. Abends hatte er zur Skatrunde geladen. Als er gegen 22 Uhr zu Bett ging, deutete nichts auf Beschwerden hin. Am nächsten Morgen fand die Dienerschaft den als körperlich rüstig und geistig gesund geltenden Friedrich August bewusstlos in seinem Bett liegend. Zwei herbeigerufene Ärzte diagnostizierten übereinstimmend einen linksseitigen Schlaganfall. Er starb am Abend des 18. Februar um 22:03 Uhr im Kreise seiner herbeigerufenen Familienangehörigen, ohne noch einmal das Bewusstsein erlangt zu haben, im Alter von 67 Jahren an „Lungenlähmung“. Die Totenmesse zelebrierte sein Sohn Georg. Friedrich Augusts Leichnam wurde im großen Schlosssaal in der Uniform eines preußischen Generalfeldmarschalls aufgebahrt – er hatte diesen 5-Sterne-Generalsrang von 1912 bis 1918 bekleidet –, um den Anwohnern und eilends zugereisten Abordnungen einen standesgemäßen Abschied zu ermöglichen. Für den Vormittag des 21. Februar waren ein katholischer und ein evangelischer Gottesdienst angesetzt. Danach folgte eine Trauerfeier der engsten Angehörigen. Am frühen Morgen des 22. Februar wurde der Leichnam nach Breslau verbracht; von dort wurde er mit einem Sonderzug nach Dresden überführt.

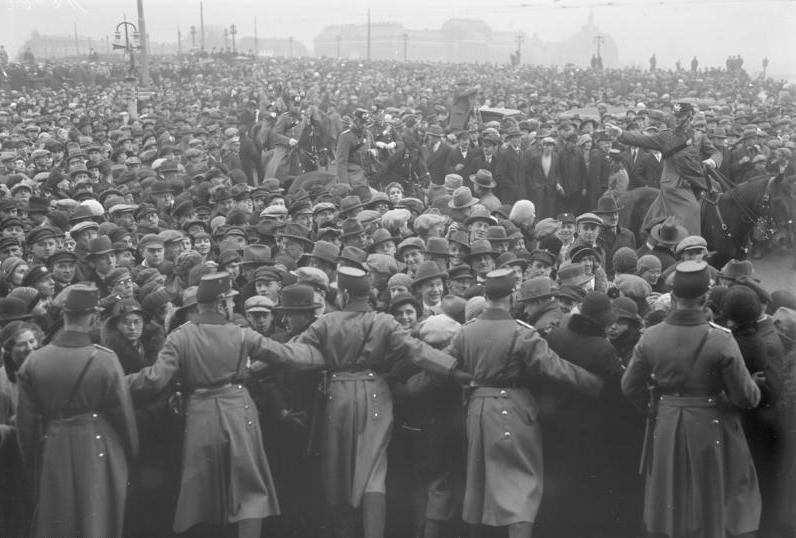
Menschenmenge beim Trauerzug

Als der Zug um 10 Uhr im Dresdner Hauptbahnhof eintraf, säumten Hunderttausende die Straßen. Der Trauerzug setzte sich dann über die Bürgerwiese in Richtung Hofkirche in Bewegung. Dem Sarg folgten die Söhne des Verstorbenen. Das militärische Ehrengeleit befehligte Artillerieführer Generalmajor Ludwig Beck. Oberstleutnant Friedrich Olbricht stand dem Ehrenbataillon, Teilen des 10. Regiments der Reichswehr, vor. Nach einer Stunde erreichte der Trauerzug die Hofkirche, wo Friedrich August aufgebahrt wurde. Dort nahmen Zehntausende Abschied vom letzten sächsischen Monarchen. Vor der Kirche waren die Zustände chaotisch. In der zwischenzeitlich auf etwa 500.000 angewachsenen Menschenmenge kam es zu zahlreichen Rangeleien. Der medizinische Notfalldienst am Italienischen Dörfchen vermeldete für diesen Tag rund tausend Einsätze, darunter Quetschungen, Dutzende Ohnmachtsanfälle und zwei Tote. Am folgenden Tag fand die Totenmesse statt, die der Bischof von Meißen Conrad Gröber hielt. Unter den hochrangigen Anwesenden waren Oberst Oskar von Hindenburg in Vertretung des Reichspräsidenten, Eitel Friedrich von Hohenzollern in Vertretung des Exkaisers, Ministerpräsident Walther Schieck sowie der Dresdner Oberbürgermeister Wilhelm Külz und andere Persönlichkeiten. Die musikalische Untermalung übernahmen die Sächsische Staatskapelle Dresden und die Solistin Helene Jung. Nach der Messe wurde der Sarg unter Abgabe von Ehrensalven von sieben Unteroffizieren der Reichswehr in die Neue Gruft der Hofkirche verbracht.

### Erbregelung
Die Kinder Friedrich Augusts kamen zur Regelung der Erbschaft am 24. Februar 1932 in Dresden zusammen. An Erbmasse wurde ein Vermögen von 2.147.870 Mark ermittelt. Der Allodbesitz Sibyllenorts umfasste etwa 46.000 Mark in Aktien, 66 Hektar Land und sonstige Werte; der Fideikommiss des Schlosses wurde mit etwa 13,5 Mio. Mark angegeben. Dem standen jährliche Aufwendungen in Höhe von etwa 118.000 Mark gegenüber, die vom Fideikommiss zu erwirtschaften waren. Friedrich August hatte sein Testament dahingehend ergänzt, dass das Vermögen für die Dauer von 30 Jahren unteilbar sein sollte und hierüber ein von ihm bestimmtes Kuratorium zu wachen hatte. Diesem gehörten Arthur Meding († 1932) als Justizrat, Oberst a. D. Curt von der Damerau-Dambrowski (1869–1944) als Chef der Hofhaltung von Sibyllenort und der Chef der sächsischen Verwaltung Wolf von Tümpling an. Die Erbengemeinschaft ignorierte den letzten Willen des Vaters und beschloss im März 1932 in München unter Ausschluss der Kuratoriumsmitglieder die sofortige Aufteilung des Vermögens. Friedrich Christian erhielt die Anwesen Königliche Villa Wachwitz (wo er 1936 oberhalb das neue Schloss Wachwitz errichten ließ) und Schloss Sibyllenort, Ernst Heinrich Schloss Moritzburg sowie die Güter in Jahnishausen, Gönnsdorf und Helfenberg und Georg eine Leibrente.

## Persönliches

### Persönlichkeit
Weder Thron noch Reichtum, die Friedrich August ererbt hatte, erschienen ihm erstrebenswert. Trotz seiner Stellung legte er keinen Wert auf Privilegien und machte kein Aufsehen um seine Person, was seine ungewöhnliche Popularität begründete. Über seine persönlichen Eigenschaften waren sich Zeitgenossen unabhängig von ihrer politischen Gesinnung einig: Friedrich August vermittelte das Bild eines warmherzigen, liebenswürdigen, kontaktfreudigen, persönlich völlig anspruchslosen Mannes von äußerer Schlichtheit und Bescheidenheit. Die Königsinsignien ließ er sich nur zu Landtagsreden aus dem Grünen Gewölbe bringen. Seine öffentlichen Auftritte waren weder pompös oder inszeniert noch glamourös. Er sprach mit sächsischem Dialekt, mischte sich in Zivilkleidung unerkannt unter Mitbürger und spielte bisweilen ungezwungen Skat in Wirtshäusern oder flanierte offen durch die Dresdener Einkaufsstraßen, wie Erich Kästner in seinen Kindheitserinnerungen zu beschreiben wusste. All das brachte ihm den Beinamen der Leutselige ein.
Friedrich August war ein unkünstlerischer Mensch und seit frühster Kindheit unmusikalisch. Opern von Richard Wagner bereiteten ihm physisches Unbehagen, während er Gefallen an Militärmärschen mit Pauken und Fanfaren fand. Theater und Malerei waren ihm gleichgültig, was ihn nicht hinderte, privat immense Summen für den Ankauf moderner Kunst, zur Unterstützung kommunaler Opern und Theater oder anderer Kultur- und Bildungseinrichtungen zur Verfügung zu stellen. Auch nahm Friedrich August persönlich Anteil an der Planung und Realisierung städtischer Kulturbauten, etwa des Dresdner Kunstgewerbemuseums oder des Staatsschauspieltheaters.

### Familiäre Verhältnisse

#### Vermählung

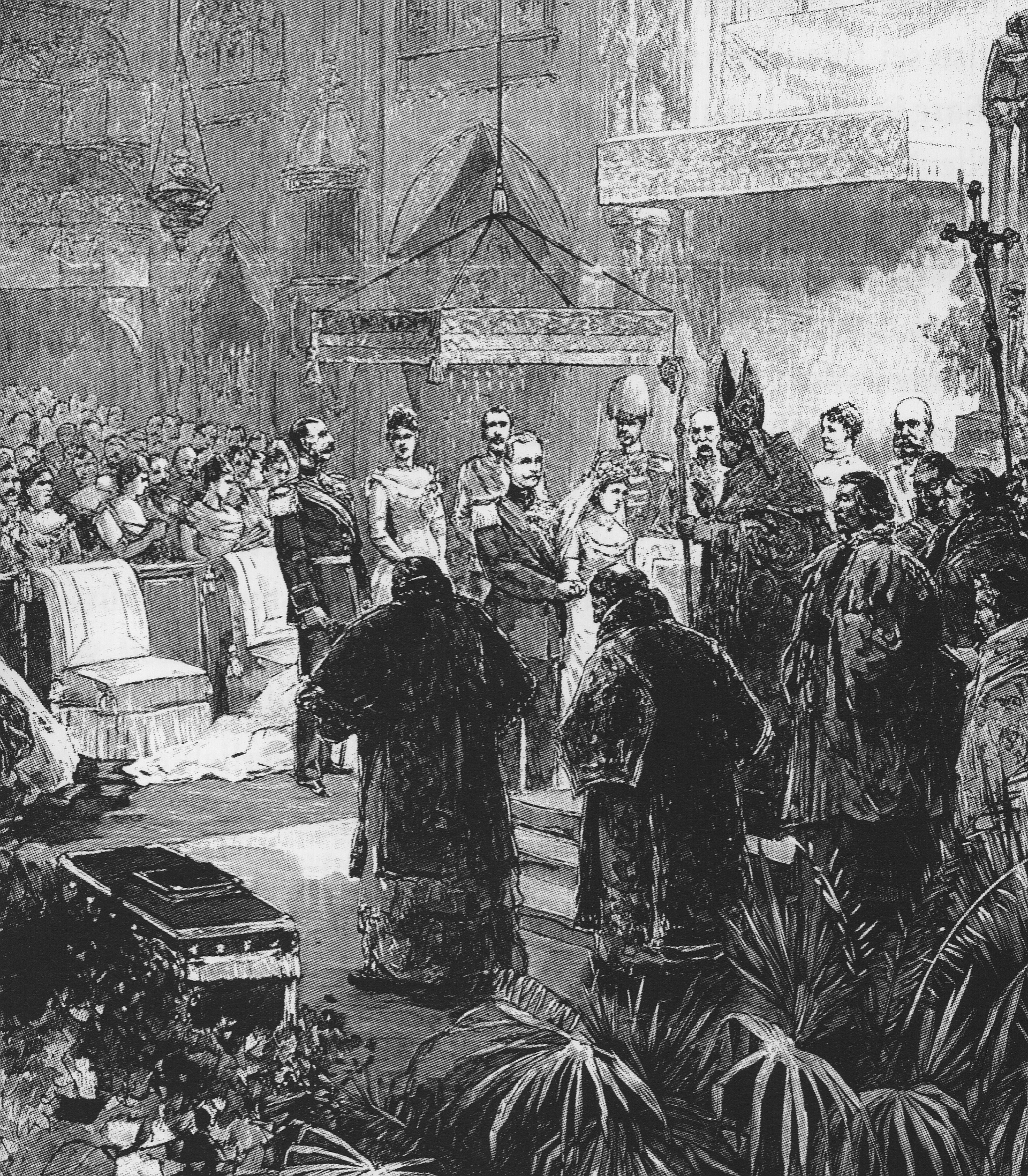
Vermählung des Paares in der Wiener Hofburgpfarrkirche (Zeichnung: Wilhelm Gause)

Im Sommer 1887 weilte die Familie des Großherzogs der Toskana Ferdinand IV. auf Einladung König Alberts in Pillnitz. Bei dieser Gelegenheit lernten sich Friedrich August und die 17-jährige Tochter des Erzherzogs Luise von Österreich-Toskana kennen. Trotz gegenseitiger Sympathien entwickelte sich keine Liaison. Erst vier Jahre später begann Friedrich August, um sie zu werben. Der Verlobung am 23. Juni folgten im November 1891 die mehrtägigen Feierlichkeiten zur Vermählung des Paares in der Wiener Hofburg. Nach Luises Renunziation, ihrem eidlichen Verzicht auf den österreichischen Thron, vollzog Kardinal Anton Josef Gruscha am 21. November die Trauung. Nach einem Festbankett wurde das Brautpaar am Wiener Bahnhof verabschiedet und zwei Tage später in Dresden begrüßt. Mit einem Hofball im Riesensaal des Residenzschlosses endeten am 25. November die Feierlichkeiten. Danach bezog das Prinzenpaar sein Domizil im Taschenbergpalais.

#### Nachkommen
Der Ehe waren sieben Kinder beschieden.
- Georg wurde 1893 geboren. Er wurde später Priester und Jesuit. Ihm folgte
- Friedrich Christian im gleichen Jahr und mit
- Ernst Heinrich 1896 ein dritter potentieller Thronfolger.
- Maria Alix Carola (*/† 22. August 1898) war eine Totgeburt. Nach ihr kamen drei weitere Töchter zur Welt.[56] Es waren dies die Prinzessinnen
- Margarete Carola Wilhelmine (1900–1962), seit 1920 mit Friedrich von Hohenzollern verheiratet,
- Maria Alix Luitpolda (1901–1990), seit 1921 verheiratet mit Franz Joseph von Hohenzollern-Emden (1891–1964),[57] und
- Anna Monika Pia (1903–1976), seit 1924 vermählt mit Josef Franz von Österreich (1895–1957), in 2. Ehe seit 1971 mit Reginald Kazanjian (1905–1990).

Das Verhältnis zu den Kindern war gütig und liebevoll. Nach dem Weggang der Mutter vom Hof galt Friedrich Augusts Bestreben dem Wohl seines Nachwuchses. In der streng religiösen Erziehung legte er Wert auf die Vermittlung christlicher Glaubenswerte. Dazu zählten der tägliche Besuch der Heiligen Messe und die Abendandacht. Der geregelte Tagesablauf begann um 6 Uhr mit dem Wecken. Danach folgte das gemeinsame Frühstück. Das auf drei Gänge beschränkte Mittagessen gab es um 13:30 Uhr, das mitunter karge Abendmahl wurde um 19 Uhr serviert. Gegen 22 Uhr wurde zu Bett gegangen. Wann immer es die Regierungsgeschäfte erlaubten, war Friedrich August bemüht, Zeit mit seinen Kindern zu verbringen. Auch an ihrer schulischen Ausbildung zeigte er sich interessiert. Eigens hierzu gründete er 1904 die Prinzenschule, die in den Räumlichkeiten des Taschenbergpalais untergebracht war und nur Söhne von hohen Offizieren, Beamten und Ärzten aufnahm. Die dortigen Lehr- und Prüfungspläne entsprachen der staatlichen Schulverordnung und waren in einen dreijährigen Sekundarunterricht sowie einen achtjährigen gymnasialen Teil gegliedert.

#### Familienzwist

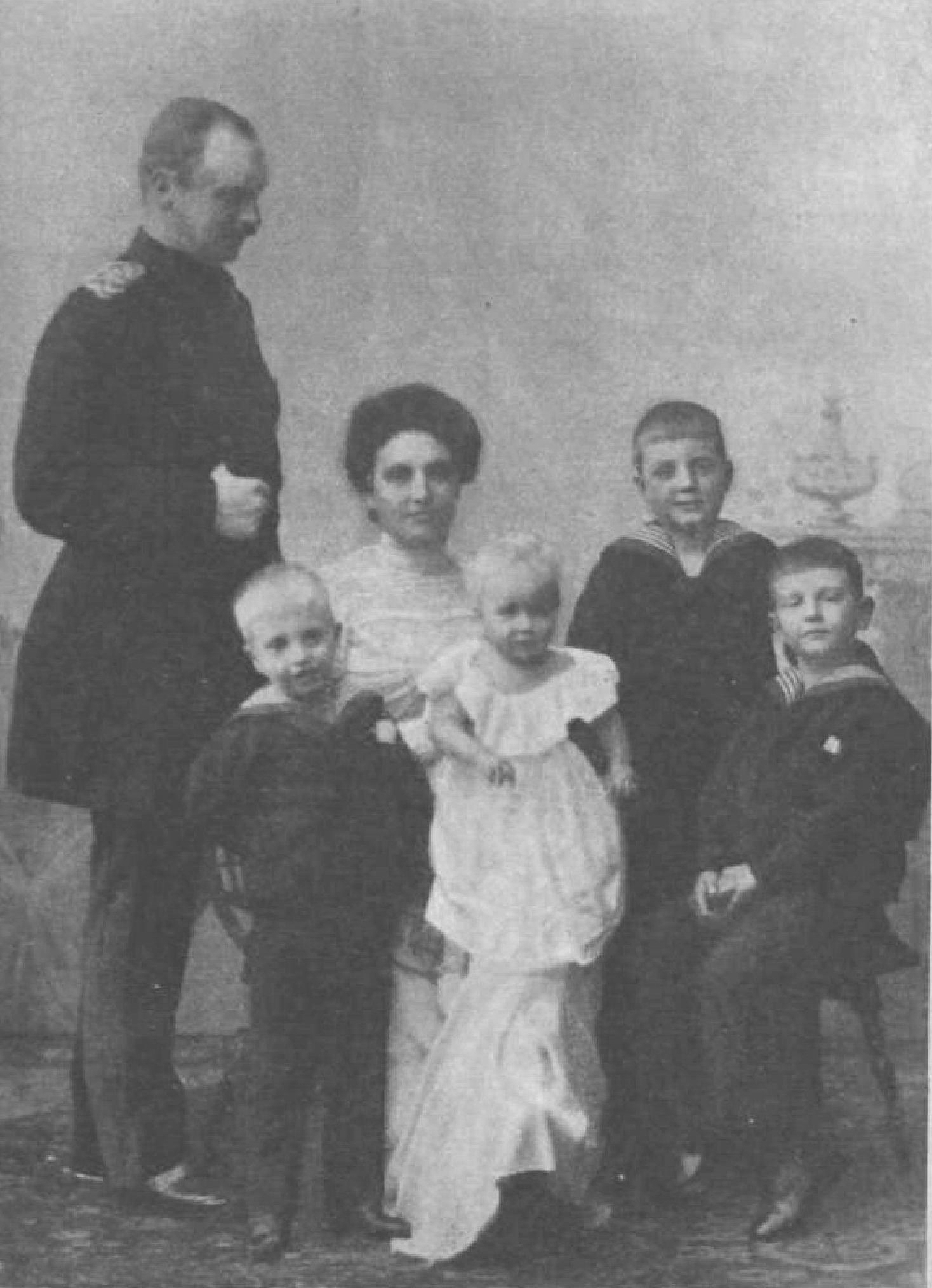
Friedrich August III. mit Familie (1901)

Während die als lebenslustig und selbstverliebt geltende Prinzessin sich mit dem konservativen, streng katholischen Leben am Dresdner Hof zu arrangieren vermochte, galt die Beziehung zu ihrem Schwiegervater Georg als gestört. Ihm missfielen ihre ständigen Verstöße gegen das spanische Hofzeremoniell und offenen Meinungsäußerungen. Mit der Thronbesteigung Georgs verschlechterte sich Luises Position innerhalb der Königsfamilie rapide. Der Regent machte nun keinen Hehl mehr aus seiner Meinung, dass Luise ihren Teil zur Sicherung der Thronfolge beigetragen habe und für die Dynastie entbehrlich sei. Er fürchtete, sie könne eine neue Constantia von Cosel werden. Das versuchte er unter allen Umständen zu verhindern. Wiederholt und öffentlich behauptete er, sie leide an geistiger Verwirrung. Er ließ sie überwachen und ihre Privatsachen durchstöbern. Friedrich August, der nach dem Hausgesetz vorrangig seinem Vater verpflichtet war, schützte seine Frau nicht ausreichend. Luise befürchtete, dass der König sie in eine Psychiatrie einweisen könne. Die Situation eskalierte durch die unzutreffende Behauptung, die Kronprinzessin habe ein Liebesverhältnis mit dem Französischlehrer ihrer Kinder, dem Belgier André Giron. Die mittlerweile schwangere Luise bediente sich seiner lediglich bei ihrer folgenden Flucht vom Hof, nachdem ihr Mann die Bitte, mit ihr und den Kindern Dresden zu verlassen, abgelehnt hatte.

#### Hofskandal
Am 5. Dezember 1902 trat das Kronprinzenpaar zum letzten Mal gemeinsam auf. Vier Tage später, am 9. Dezember, verließ Luise unter dem Vorwand, ihre Eltern in Salzburg besuchen zu wollen, Dresden. Von dort reiste sie zusammen mit ihrem Bruder Erzherzog Leopold Ferdinand von Österreich-Toskana über Zürich nach Genf weiter, von wo aus sie am 13. Dezember dem sächsischen Hof depeschieren ließ, sie beabsichtige im Ausland zu bleiben. Der Königshof entsandte sogleich Kriminalbeamte, welche die entflohene Kronprinzessin zur Umkehr bewegen sollten, nötigenfalls mit Zwangsmaßnahmen. Die Rückführungsaktion scheiterte an der Genfer Gendarmerie, die hierüber bei der kaiserlichen Konsulatsvertretung Beschwerde einlegte. Daraufhin beschränkte sich die sächsische Polizei auf Observierung. Da eine freiwillige Rückkehr Luises ausgeschlossen war, ließ der Hof am 22. Dezember verbreiten, die Kronprinzessin habe sich im Zustand seelischer Erregung und unter Abbruch aller hiesigen Beziehungen ins Ausland begeben. Alle königlichen Festivitäten um Weihnachten und Neujahr wurden abgesagt. Luises Flucht war einer der größten Skandale in Deutschland vor dem Ersten Weltkrieg und wurde von der Presse quotenträchtig vermarktet.

#### Eheaufhebung
Eine Scheidung war kirchenrechtlich unmöglich, und es konnte nicht auf Nichtigkeit (Annullierung) der Ehe geklagt werden, da in diesem Fall Friedrich Augusts Kinder illegitim und somit von der Erb- und Thronfolge ausgeschlossen gewesen wären. Daher ließ König Georg am 30. Dezember 1902 ein Sondergericht einberufen, das im Auftrag Friedrich Augusts die Aufhebung der ehelichen Gemeinschaft beschließen sollte. Dafür war die Zustimmung des Papstes erforderlich, der Luise vorher anzuhören gedachte. Diese Möglichkeit nahm sie jedoch nicht wahr, sondern erklärte am 3. Januar 1903 schriftlich den Verzicht auf ihre Stellung als Kronprinzessin und alle weiteren Ansprüche gegenüber dem sächsischen Königshaus. Vier Tage später wurde sie aus dem Wettiner Haus ausgeschlossen, der Kindeskontakt wurde ihr verboten und die Einreise nach Sachsen untersagt. Am 11. Februar 1903 wurde die Ehe aufgehoben. Friedrich August verbrachte den Rest seines Lebens ehelos. Die Kinder blieben bei ihm, die noch ungeborene Tochter Anna Monika Pia blieb gemäß einer Vereinbarung bis 1908 bei der Mutter. Friedrich August billigte seiner Exfrau aus Eigenmitteln eine großzügige Leibrente zu. Auch durfte in seiner Gegenwart nie schlecht über sie gesprochen werden.

### Freizeit
Friedrich August galt als ausgezeichneter Reiter. Bei der Wahl seiner Tiere legte er Wert auf Wohlerzogenheit. Sein Paradehengst war ein Lipizzaner mit Namen Maestoso. Für Jagdausflüge nutzte er eine Fuchsstute und ansonsten seinen Leibrappen. Seine größte Passion war die Jagd, der er meist in heimatlichen Revieren nachging. Friedrich August galt als treffsicher und bevorzugte die Pirsch. Insgesamt soll er 600 Hirsche, 1.200 Rehböcke, 23.000 Fasane und 200 Auerhähne erlegt haben. Überliefert sind ferner Seehundjagden und afrikanische Jagdexpeditionen. Reges Interesse zeigte Friedrich August an Jagdhunden.
Friedrich August war auch ein begeisterter Alpinist, wanderte oft in den Dolomiten zwischen Langkofel und Rosengarten. Ihm wurde der Friedrich-August-Weg gewidmet, der vom Sellajoch bis zum Fassajoch (Jouf de Fascia) und vor die Tore der Seiser Alm führt. Ebenso wurde ihm zu Ehren die Berghütte „Friedrich August“ auf 2300 m Höhe gewidmet.

## Rezeption

### Anekdoten
Über Friedrich August sind unzählige Anekdoten mit nicht mehr überprüfbarem Wahrheitsgehalt überliefert. In Adelskreisen sorgten seine Verhaltensweisen für Irritation. So soll Friedrich August 1909 während einer Theatervorstellung zum Entsetzen der hochrangigen Entourage laut schnarchend geschlafen haben. Durch sein legeres Auftreten lief er Gefahr, nicht für voll genommen zu werden und die Autorität der deutschen Herrscherhäuser zu untergraben. Andererseits gab es damals in Europa kaum einen regierenden Monarchen, dem sein Volk mehr Sympathie und Zuneigung entgegenbrachte. Er bündelte in seiner Person die Möglichkeiten und Grenzen dynastischen Agierens im regionalen Rahmen und verkörperte territorialstaatliches Eigenbewusstsein sowie sächsische Befindlichkeiten in einem preußisch dominierten deutschen Nationalstaat. Im Folgenden eine Auswahl seiner bekanntesten Bonmots:
| Am 12. November 1918 soll dem König von Finanzminister Schröder telefonisch mitgeteilt worden sein, dass die Regierungsgewalt fortan nicht mehr von ihm, sondern von einem Arbeiter- und Soldatenrat ausgeübt werde. Darauf soll Friedrich August geantwortet haben: „So, so – na da macht eiern Drägg alleene!“ (Tatsächlich geht die – unhistorische – Anekdote wohl auf den Landtagsabgeordneten Karl Sindermann zurück.)            | Bei einer Durchfahrt durch Sachsen vermied der Exkönig alles, was seine Gegenwart verriet. Seine Anwesenheit hatte sich jedoch nicht verheimlichen lassen und es sammelten sich königstreue Sachsen. Zunächst verhielt sich die Menge zurückhaltend. Dann begannen Hochrufe, und als Friedrich August auch daraufhin nicht am Coupéfenster erschien, trommelte die begeisterte Menge an die Scheiben des Wagens. Da ging ein Fenster herunter, eine Faust drohte den Verehrern und eine vertraute Stimme rief: „Ihr seid mir scheene Rebbubligahnr!“ Nach seinem Sohn Ernst Heinrich habe der Vater lediglich „Das sind aber eigenartige Republikaner“ zu seinen Mitreisenden gesagt. | Kurz nach der Revolution in Sibyllenort. Friedrich August musste aus Gründen der Ersparnis den Förster Brausewetter entlassen. Als er ihn Wochen später erneut im Walde antrifft ist die Überraschung groß. „Was machn Sie denn noch hier, Brausewäddr? Sie sinn doch längksd endlassn!“ Brausewetter erwidert, es sei ihm nicht ordnungsgemäß gekündigt worden, worauf der Exkönig sprach: „Glohm Sie filleichd, daß mir ordnungsgemäß geginndjd wordn iss?“ |
| Nach der Aufführung des Othello leerte sich das Theater rasch, nur König Friedrich August harrte aus. Der Adjutant räusperte sich: „Majestät, die Aufführung ist zu Ende.“ Darauf der König: „Ich warte nur noch, bis se die Souffleuse ooch noch erstechen!“ | Friedrich August ging ungern zu Trauerfeiern. Auf einer solchen missfiel ihm die gedrückte Stimmung. Die Sache wurde ihm öde und schließlich meinte er zur Trauergemeinde: „Na, sterben miss’n wir alle mal – wer wärd denn nu der nächste von eich sein?“ | Ein Theaterdirektor hatte seine Auszeichnungen angelegt. Friedrich August betrachtete die Ordensschnalle verdrießlich: „Scheen! Awr eens solldn Se wissen, Herr Deeahdr-Dirägkdr! Mei Orden geheerd iewr dn breißschen, unn nich drunndr!“ |
| Kaiser Wilhelm II., der Sachsenkönig und die Generalität postierten sich zur Manöverbeobachtung auf einen baumlosen Hügel. Friedrich August drückte die Blase. Schließlich hatte er es satt, trat zur Seite und meinte zum entsetzt dreinschauenden Kaiser gewandt: „Selbst dr greeßde Feldherr muß in der Schlacht mal binkeln.“ | | Friedrich August III. empfing neue Titelträger, unter anderen einem zum Justizrat ernannten Rechtsanwalt. „Was machdn de Braxis?“ Dieser erklärte: „Hauptsächlich bin ich mit Konkursverwaltungen beauftragt.“ „Midd Gongurssen?“ freute sich Friedrich August. „Das iss doch fein! Das bringt doch enn Hauffn bimm-bimm!“ |
| In einem Feldlazarett kamen Friedrich August Soldaten mit einem Küchenkessel voll dunkler Brühe entgegen. „Löffel her!“ verlangte der König. Der Begleitarzt wollte Unheil abwenden. „Aber Majestät!“ „Löffel hab ich gesaacht, das geniegt doch.“ Also bekam er den Löffel, tauchte ihn in die Brühe, kostete und spuckte gehörig. „Pfui, Deifel! Das schmegkt ja wi Uffwaschwasser! Was soll’n das sein?“ „Aufwaschwasser, Majestät!“ | Als Freund der Jagd und Ausstellungen musste Friedrich August ein zoologisches Kabinett besuchen. Er mochte sich etwas anderes darunter vorgestellt haben. Entschädigt sah er sich durch einen ausgestopften Pelikan, der ihm gut gefiel. „Wo hab dr dnn die buzie Nuhdl uffgegabelt? Wassn das fir ä Gärrl?“ „Ein Pelikan, Majestät.“ „Ä Behligahn? Ach, ich weeß: Das sind die, aus dähn Dusche gemachd werd!“ | |
| Friedrich August macht in den zwanziger Jahren während eines Jagdausfluges Station in einem Gasthaus in Bad Elster. Eine Tischgesellschaft rätselt: Ist er’s oder ist er’s nicht? Schließlich siegt die Neugier über den Anstand, und ein alter Herr erkundigt sich: „Entschuldigen Sie, sind Sie nicht der König von Sachsen?“ Darauf der Exkönig: „Geenich ohne Sachsen!“                                                             | Im Wald fragte Friedrich August einen Reisigsammler nach dem Befinden. Es gehe ihm schlecht, sagte dieser. Früher habe er sein Geld als Waldarbeiter verdient, aber wegen eines kleinen Holzdiebstahls habe ihn der Förster rausgeschmissen. Darauf der Exkönig: „Treesten Se sich, ich hab kee Holz gestohlen, un mich ham se ooch rausgeschmissen.“ | In Sibyllenort war Friedrich August eng mit der Landwirtschaft verbunden und hatte Zeit zum Lesen. Eine Annonce machte ihn stutzig: Kuh zu verkaufen, die jeden Tag kalben kann. „Die solld mr sich anschaffen“, rechnete er seinem Verwalter vor. „Wennse och Sonndachs unn Feierdaachs aussädzd, s sinn immr noch dreihundert Källwer pro Jahr.“ |
| Ein Reichsgerichtsrat hatte eine überaus zeremonielle Gattin. Die sprach der Majestät, als ein weitläufiges Mitglied der Wettiner das Zeitliche gesegnet hatte, ihr allersubmissestes Beileid aus, worauf Friedrich August antwortete: „Schdärrzn Se sich nich in Unkossdn. Ich hawwe die allde Dannde gahr nich gegannd.“ | Friedrich August wirkte am Begräbnis des Generals von Hausen mit. Vierzehn Tage später begegnete er der mit zwei heiratsfähigen Töchtern gesegneten Witwe auf einem Ball. Der König: „Ooch hier?“ – „Jaja, … vor vizzn Dahchn hammr een begrahm … heide danzn mr. Mr muß de Fässde feirn, wie se falln.“ | Der Schauspieler Ernst Wendt war vom Schauspielhaus Dresden für die Rolle des stotternden Heinrich Percy in Shakespeares Werk Heinrich IV. engagiert worden. Friedrich August wohnte der Aufführung bei und äußerte hinterher zum Intendanten: „Das iß awwr gee guhdr Schauschbielr. Dähr hadd ja enn Zungnfählr!“ |

### Forschungsansichten
Nach der Auffassung des Historikers Walter Fellmann, die er in einer Monographie über den König 1992 vertrat, war Friedrich Augusts politisches Wirken unbedeutend: Nie sei er aus dem Schatten der Rolle des Landesherrn hinausgetreten, dem Machtgebaren des Kaiserhauses – dem er sich stets freundschaftlich verbunden gefühlt habe – sei er nicht gewachsen gewesen. Fellmann konstatierte 1992, der wirtschaftliche Fortschritt des Königreichs sei unter seiner Regentschaft überschaubar geblieben; Initiativen zu Reformen habe der als zögerlich und konfliktscheu geltende Monarch nur unter dem Druck einer zwingend scheinenden Notwendigkeit gezeigt. Diese Position hat Fellmann in der Ausgabe der Dresdner Hefte 2004 über „Das ‚Rote Königreich‘ und sein Monarch“ anlässlich des 100. Jahrestages der Krönung von 1904 allerdings relativiert.
Kritischer noch ist die Einschätzung Lothar Machtans von 2016 in seiner Untersuchung über die Abdankungen deutscher Monarchen im Zuge der Novemberrevolution. Ihm zufolge war Friedrich August kein Mann der Moderne, sondern sei in seiner Rolle als König erstarrt und unfähig gewesen, sich von alten Herrschaftsformen zu lösen, geschweige denn sie zu erneuern. Machtan attestierte ihm mangelndes Taktgefühl sowie fehlenden politischen Ernst und Stil. Friedrich August sei der Krone nicht würdig gewesen und habe eine Niveaulosigkeit gezeigt, die eine Zumutung darstelle.
Hellmut Kretzschmar hingegen äußerte 1961 in seinem Lebensabriss für die Neue Deutsche Biographie die Ansicht, dass Friedrich August berufen gewesen wäre, den Übergang zu einer modernen verbürgerlichten Form der Monarchie zu vollziehen, wenn nicht die Revolution von 1918 dies verhindert hätte, eine Einschätzung, die Frank-Lothar Kroll und Walter Fellmann 2004, Letzterer in etwas modifizierter Form, bestätigten.
Hans-Peter Lühr wiederum stellte 2004 die Frage, was „ein König mit solchen Verhältnissen“ mache, in denen „die Frage Rot“ – also der Aufstieg der Sozialdemokratie – „ein ganz aktuelles Schreckgespenst“ war (in dem nur drittgrößten deutschen Bundesstaat gab es Anfang 1914 mehr Sozialdemokraten als in Frankreich und Italien zusammengenommen) – und: „was machen die Verhältnisse mit ihm?“ Lühr antwortete, ohne die Schärfe der damaligen Auseinandersetzungen zu ignorieren, in Bezug auf Friedrich August III., dieser habe „seine objektive Einflusslosigkeit und die ‚Überforderung durch die Geschichte‘ mit entwaffnend gesundem Mutterwitz“ kommentiert, „der den letzten sächsischen Herrscher zum beliebtesten in seinem Volke werden ließ …. Die Fülle anekdotischer Überlieferungen … deutete die republikanische Nachwelt mit seltener Freundlichkeit als einen langen Anlauf zum Abschied von 1918.“

### Memorialien

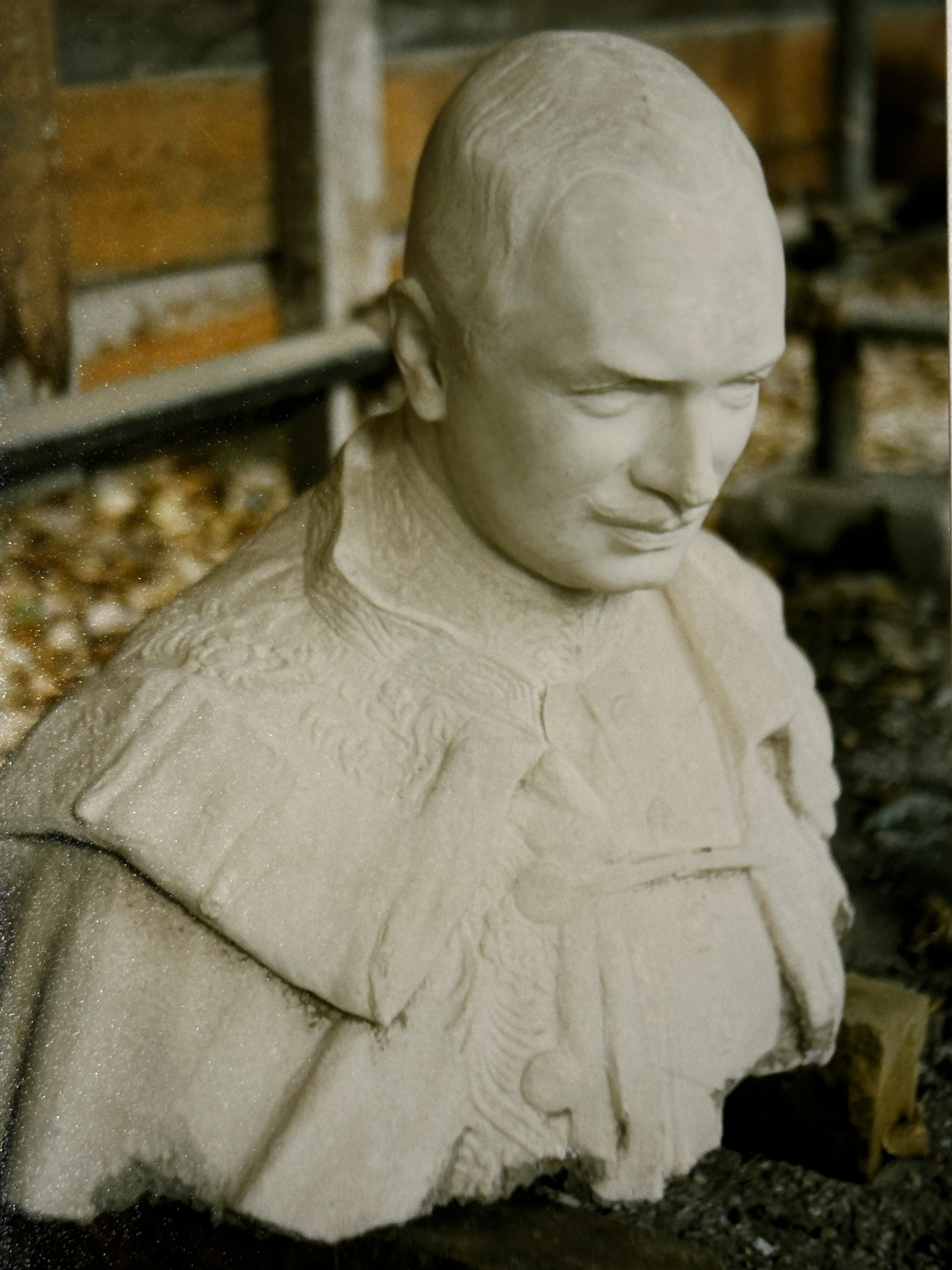
Fragment des einstigen Standbildes für König Friedrich August III. 1992 auf dem Gelände der Bau- und Denkmalpflege GmbH in Leipzig-Stötteritz.

Bereits während der Regierungszeit wurden dem König Denkmäler gesetzt, unter anderem eine überlebensgroße Marmorstatue des Bildhauers Carl Seffner, die 1909 in der Wandelhalle der Universität Leipzig enthüllt wurde. Sie wurde später zersägt und ist heute als Büste erhalten. Ein weiteres, heute nicht mehr existierendes, befand sich in Bad Elster. Auch zahlreiche Namensgebungen, vorwiegend in Sachsen, zeugen von seiner Präsenz; bekannt sind etwa die Friedrich-August-Brücke, die Zittauer Prinz-Friedrich-August-Brücke (1897), die König-Friedrich-August-Türme in Geringswalde und in Sohland, sowie der 1895 gebaute Raddampfer Prinz Friedrich August der Weißen Flotte. Außerdem diente er Unternehmen als Werbeträger, beispielsweise der Tabakindustrie als leidenschaftlicher Zigarrenraucher. Dagegen wurde der Fürstenzug bei der Übertragung auf Meißner Porzellan (1907) mit seiner Zustimmung nicht um sein Bildnis ergänzt, dies auch, um das Original des späten 19. Jahrhunderts nunmehr als Porzellan-Wandbild zu erhalten.
Eine Ausstellung „‚Macht euern Dreck alleene‘. Der letzte sächsische König, seine Schlösser und die Revolution von 1918“ mit bisher nicht gezeigten Dokumenten, Fotos und Filmen im Schloss Pillnitz widmete sich vom 26. April bis zum 4. November 2018 anlässlich des 100. Jahrestages seines Thronverzichts ausschließlich Friedrich August III. und seiner Familie und zeigte, wie das Königshaus lebte und wie es mit dem einschneidenden Umsturz umging.

## Anhang

### Genealogie
| Ahnentafel                        | Ahnentafel                                                                                       | Ahnentafel                                                                              | Ahnentafel                                                                                               | Ahnentafel                                                                        | Ahnentafel                                                                                        | Ahnentafel                                                                                    | Ahnentafel                                                                                  | Ahnentafel                                                                                  |
| --------------------------------- | ------------------------------------------------------------------------------------------------ | --------------------------------------------------------------------------------------- | --- | --------------------------------------------------------------------------------- | ------------------------------------------------------------------------------------------------- | --------------------------------------------------------------------------------------------- | ------------------------------------------------------------------------------------------- | ------------------------------------------------------------------------------------------- |
| Alteltern                         | Kurfürst Friedrich Christian von Sachsen (1722–1763) ⚭ 1747 Maria Antonia von Bayern (1724–1780) | Herzog Ferdinand von Bourbon (1751–1802) ⚭ 1769 Maria Amalia von Österreich (1746–1804) | Friedrich Michael von Pfalz-Birkenfeld (1724–1767) ⚭ 1746 Maria Franziska von Pfalz-Sulzbach (1724–1794) | Karl Ludwig von Baden (1755–1801) ⚭ 1774 Amalie von Hessen-Darmstadt (1754–1832)  | Herzog Franz von Sachsen-Coburg-Saalfeld (1750–1806) ⚭ 1777 Auguste Reuß zu Ebersdorf (1757–1831) | Ferenc József Koháry (1767–1826) ⚭ 1792 Maria Antonia von Waldstein zu Wartenberg (1771–1854) | König Johann VI. (1767–1826) ⚭ 1785 Charlotte Joachime von Spanien (1775–1830)              | Kaiser Franz II. (1768–1835) ⚭ 1790 Maria Theresia von Sizilien (1772–1807)                 |
| Urgroßeltern                      | Maximilian von Sachsen (1759–1838) ⚭ 1792 Caroline von Bourbon-Parma (1770–1804)                 | Maximilian von Sachsen (1759–1838) ⚭ 1792 Caroline von Bourbon-Parma (1770–1804)        | König Maximilian I. Joseph (1756–1825) ⚭ 1797 Karoline von Baden (1776–1841)                             | König Maximilian I. Joseph (1756–1825) ⚭ 1797 Karoline von Baden (1776–1841)      | Ferdinand von Sachsen-Coburg-Saalfeld (1785–1851) ⚭ 1815 Maria von Koháry (1797–1862)             | Ferdinand von Sachsen-Coburg-Saalfeld (1785–1851) ⚭ 1815 Maria von Koháry (1797–1862)         | König Peter IV. von Portugal (1798–1834) ⚭ 1817 Maria Leopoldine von Österreich (1797–1826) | König Peter IV. von Portugal (1798–1834) ⚭ 1817 Maria Leopoldine von Österreich (1797–1826) |
| Großeltern                        | König Johann von Sachsen (1801–1873) ⚭ 1822 Amalie Auguste von Bayern (1801–1877)                | König Johann von Sachsen (1801–1873) ⚭ 1822 Amalie Auguste von Bayern (1801–1877)       | König Johann von Sachsen (1801–1873) ⚭ 1822 Amalie Auguste von Bayern (1801–1877)                        | König Johann von Sachsen (1801–1873) ⚭ 1822 Amalie Auguste von Bayern (1801–1877) | König Ferdinand II. von Portugal (1816–1885) ⚭ 1836 Maria II. von Portugal (1819–1853)            | König Ferdinand II. von Portugal (1816–1885) ⚭ 1836 Maria II. von Portugal (1819–1853)        | König Ferdinand II. von Portugal (1816–1885) ⚭ 1836 Maria II. von Portugal (1819–1853)      | König Ferdinand II. von Portugal (1816–1885) ⚭ 1836 Maria II. von Portugal (1819–1853)      |
| Eltern                            | König Georg von Sachsen (1832–1904) ⚭ 1859 Maria Anna von Portugal (1843–1884)                   | König Georg von Sachsen (1832–1904) ⚭ 1859 Maria Anna von Portugal (1843–1884)          | König Georg von Sachsen (1832–1904) ⚭ 1859 Maria Anna von Portugal (1843–1884)                           | König Georg von Sachsen (1832–1904) ⚭ 1859 Maria Anna von Portugal (1843–1884)    | König Georg von Sachsen (1832–1904) ⚭ 1859 Maria Anna von Portugal (1843–1884)                    | König Georg von Sachsen (1832–1904) ⚭ 1859 Maria Anna von Portugal (1843–1884)                | König Georg von Sachsen (1832–1904) ⚭ 1859 Maria Anna von Portugal (1843–1884)              | König Georg von Sachsen (1832–1904) ⚭ 1859 Maria Anna von Portugal (1843–1884)              |
| Friedrich August III. von Sachsen |                                                                                                  |                                                                                         | |                                                                                   |                                                                                                   |                                                                                               |                                                                                             |                                                                                             |

### Schriften
- Erinnerungen an meine Reise nach dem Sudan und nach Ägypten. Februar – März 1911. Warnatz und Lehmann, Dresden 1912. Nachdruck als Faksimile in der Reihe Ponte fra le culture – Schriften des Knauf-Museums Iphofen. Band 2. Röll, Dettelbach 2010, ISBN 978-3-89754-331-7.[94]